# Économie de la Grèce
L’économie de la Grèce, forte d'un produit intérieur brut avoisinant les 218 milliards d'USD, est la 51e économie mondiale. En parité de pouvoir d'achat, la Grèce se classe au 55e rang mondial avec près de 317 milliards USD. En 2018, la Grèce était la 17e économie européenne. Selon les chiffres du Fonds monétaire international de la même année, le PIB par habitant est de 20 317 dollars USD par valeur nominale et de 29 072 dollars USD en parité de pouvoir d'achat,.
La Grèce est un pays développé à l'économie capitaliste, basée essentiellement sur le secteur tertiaire (80 %), l'industrie (16 %) et l'agriculture (4 %). L'industrie grecque repose sur le tourisme et la marine marchande, deux piliers historiques de l'économie nationale. Avec quelque 18 millions de touristes en 2013, la Grèce se place au 7e rang européen des pays les plus visités et au 16e rang mondial. La marine marchande grecque est la plus importante au monde : elle représente 15 % du port en lourd mondial. En outre, le pays est un producteur agricole important au sein de l'Union européenne. La Grèce est la première économie des Balkans et un investisseur majeur en Albanie (premier partenaire commercial), en Bulgarie, Serbie et Roumanie. Depuis l'indépendance de la Macédoine du Nord en 1991, des liens étroits unissent les deux États : la Grèce est le partenaire économique le plus important pour les Macédoniens. De surcroît, les télécoms helléniques investissent beaucoup dans la modernisation des réseaux serbes et balkaniques en général. La Grèce est un pays développé et avancé, considérée comme un pays à revenu élevé selon la Banque mondiale (données de 2019). C'est en outre un membre fondateur de l'Organisation de coopération et de développement économiques (OCDE), de l'Organisation de coopération économique de la mer Noire (OCEMN) et membre du Fonds monétaire international (FMI), de la Banque mondiale et de l'Organisation mondiale du commerce (OMC). Le pays a adopté l'euro en 2001 en remplacement de la drachme pour un taux d'échange de 340,75 DR pour 1 €.
À partir des années 1950 et surtout 1960, le pays connaît un véritable essor économique sans précédent : le PIB passe de 4,5 milliards USD en 1960 à 56,8 milliards USD vingt ans après. Dans la décennie 1990 et surtout 2000, le PIB augmente de manière spectaculaire : on passe de 97,89 milliards USD en 1990 à 354 milliards USD en 2008. La crise financière mondiale, accentuée par une crise de la dette publique grecque entraîne une période de récession économique majeure : le PIB passe de 354 milliards USD en 2008 à 299,4 milliards USD en 2010, 237 milliards USD en 2014 pour atteindre au plus fort de la crise 195,2 milliards USD en 2015. C'est la plus forte baisse jamais enregistrée dans l'histoire économique du pays. Les mesures d'austérité imposées entraînent une baisse du niveau de vie, l'explosion du taux de chômage et une vague de privatisations. En juin 2013, le gouvernement d'Antónis Samarás décide même de couper sine die et sans préavis la télévision et radio nationale, l'Ellinikí Radiofonía Tileórasi (ERT). Entre 2015 et 2018, le gouvernement d'Aléxis Tsípras évite au pays une sortie de la zone euro. Lorsque ce dernier quitte le pouvoir en juillet 2019, il laisse derrière lui un pays en meilleure forme qu'avant[réf. nécessaire] : la croissance remonte progressivement et lentement la pente pour passer de 195,6 milliards USD en 2016 à 203 milliards USD en 2017 et 218 milliards USD en 2018.
Malgré une gestion plutôt exemplaire de la crise du Covid-19 par le gouvernement de Kyriákos Mitsotákis, la croissance fragile pourrait être sérieusement affectée, selon les estimations de la Banque mondiale,.

## Indicateurs économiques
- Population
  - 10 709 606 habitants
  - Indice de fécondité : 1,28 par femme (2007)
  - Taux de natalité : 8,50 ‰ (2014)
  - Taux de mortalité : 10,50 ‰ (2014)
- Croissance
  - 1, 9 % (2018)[10]
  - 2, 8 % (prévue en 2020)[11]
- Produit Intérieur Brut[12]
  - 195, 5 milliards USD (2015)
  - 218 milliards USD (2018)
  - Rang mondial : 51e
- PIB par habitant[13]
  - 27 800 dollars USD
  - Rang mondial : 56e
- Taux de chômage
  - 17, 2 % (2019)[14]
  - 16, 9 % (2020)[15]
- Inégalités de revenu (coefficient de Gini : 0 = égalité totale, 1 = inégalité totale)[16]
  - 0, 32 (2020)
  - Devant le Royaume-Uni (0, 36) et l'Australie (0, 33) derrière le Canada (0, 31) et la France (0, 29)
- Taux de pauvreté[17]
  - 21, 2 % (2019)
  - Devant l'Espagne (22, 3 %), derrière l'Italie (20, 6 %)
- `Violences faites aux femmes selon les statistiques européennes[18]
  - 2 % (2019)
  - Devant l'Autriche (3 %), l'Italie (5 %) et la France (6 %), ex-æquo avec la Belgique et derrière le Danemark

- Salaire minimum
  - 830 € brut par mois (au 1er avril 2024)[19]

- Le taux de paiement par carte bancaire n'était que de 6 % du total des paiements en 2013, soit un des taux les plus faibles d'Europe[20].

## Histoire

### La construction d'une thalassocratie
La Grèce est historiquement une région dynamique sur le plan économique. Le pays bénéficie de nombreux atouts géographiques : mer Méditerranée, climat méridional, situation stratégique entre l'Europe balkanique et orientale, l'Europe occidentale et le Proche-Orient. Dès l'époque archaïque, la Grèce a construit sa prospérité économique grâce à la mer et s'imposant ainsi comme une véritable thalassocratie.
Cette puissance économique fondée sur la mer permet à l'Empire romain d'Orient d'échapper à la crise économique que connaît l'Europe occidentale durant l'Antiquité tardive. En dépit de l'instabilité politique chronique que connaît l'Empire byzantin, la Grèce semble avoir connu une prospérité relative durant la période médiévale grâce à sa situation géographique névralgique entre le Proche-Orient et l'Occident.
Cet héritage antique et médiéval façonne l'économie de la Grèce contemporaine, devenue indépendante en 1830 aux termes d'une guerre d'indépendance menée contre l'Empire ottoman.

### Économie grecque: 1830 - 1914

#### Développement d'une économie nationale

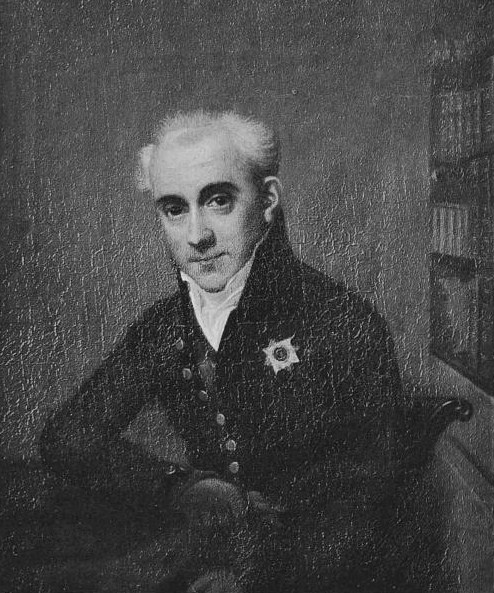
Ioánnis Kapodístrias a introduit en Grèce des réformes économiques importantes.

Lorsque la Grèce accède à l'indépendance, le développement économiques du pays est freiné par un certain nombre de contraintes. D'une part, la Grèce est sortie ruinée et dévastée d'une guerre d'indépendance de plus de dix ans. D'autre part, les frontières du pays, fixées par le traité de Londres de 1832, se limitent au Péloponnèse, aux Cyclades et à l'Attique. Des régions hellénophones comme la Thessalie, la Macédoine, la Ionie, la Thrace ou encore le Dodécanèse sont exclues. D'autre part, la situation géographique de la Grèce fut longtemps un frein à la croissance économique. Au XIXe siècle, l'Europe occidentale est en pleine Révolution industrielle et est donc économiquement plus dynamique que le monde levantin, duquel la Grèce est historiquement plus proche. Le pays est isolé du marché européen, loin des centres névralgiques que sont Londres, Paris, Francfort et Vienne.
L'économie hellène repose alors essentiellement sur l'agriculture qui est capable de répondre aux besoins de sa population. En 1828, le Premier ministre grec Ioánnis Kapodístrias a introduit la culture de la pomme de terre en Grèce pour lutter plus efficacement contre la famine. La pomme de terre présente l'avantage d'être facilement cultivable et de nourrir un certain nombre de personnes. En outre, ce dernier dote le pays d'une monnaie distincte de la piastre ottomane, le phénix, pour renforcer l'indépendance monétaire du nouvel État grec. Le phénix est par la suite remplacé par la drachme. Tout au long des XIXe et XXe siècles, l'agriculture grecque a pu maintenir un excédent commercial net, ce qui est une réalisation majeure si l'on considère que la balance commerciale du pays était alors constamment déficitaire. Le pays n'est pas autosuffisant sur le plan des céréales (blé entre autres), ce qui oblige de recourir en permanence à des importations. Le blé est la seule céréale produite en grande quantité par le pays, et est donc un ingrédient de base dans la culture hellène (le pain pita notamment). L'économie grecque affichait déjà en 1860 un pourcentage très élevé d'exportations (avoisinant les 17% dans les années 1870 et 1880) par rapport au PIB national. Ces exportations sont en grande partie à destination de régions frontalières : Balkans, Pont Euxin, Asie mineure. La Grèce était ainsi une économie tournée vers Méditerranée orientale plutôt qu'une économie européenne et globale.
La redécouverte fortuite des mines de plomb, de cuivre de l'argent du Laurion marque les prémices de la révolution industrielle en Grèce. En 1867, une compagnie franco-italienne forme un consortium chargé de leur exploitation. Cette question de l'exploitation fut d'ailleurs source de rivalités entre la France et la Prusse en 1871. Néanmoins, la compagnie est rachetée par un conglomérat de banquiers de Constantinople et devient la Compagnie Métallurgique Grecque du Laurion (Ελληνική Μεταλλευτική Μεταλλουργική Εταιρία Λαυρίου). Son intervention entraîna un enthousiasme des investisseurs grecs pour la nouvelle compagnie. Le cours de ses actions monta en flèche. Lorsque la bulle éclata, les économies de nombreux Grecs issus des petites classes moyennes disparurent avec elles. Les mines du Laurion venaient de faire entrer la Grèce dans l'ère du capitalisme spéculatif, et de ses inconvénients,.

#### Marine marchande

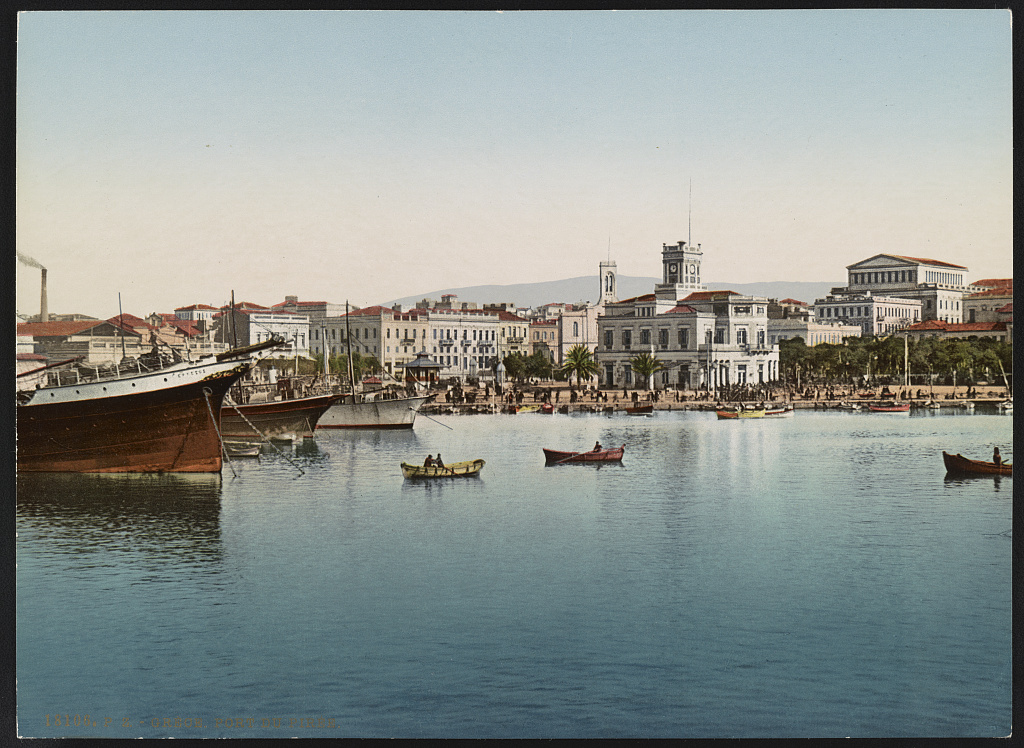
Le port du Pirée dans les années 1890.

La Grèce indépendante avait une marine marchande bien inférieure à celle des puissances européennes et à ce que fut jadis la marine byzantine. Il faut attendre 1856 pour que la première compagnie maritime d'envergure nationale soit fondée à Ermoúpoli, sur l'île de Syros dans l'archipel des Cyclades, par Ilias Kehayas. L'île dispose de l'avantage considérable d'être un port de passage entre l'Asie mineure (avec les ports de Smyrne et Constantinople) et l'Europe occidentale (ports de Gênes et Marseille). La compagnie prend le nom de Compagnie Hellénique de Navigation. Elle dessert initialement Salonique, le Pirée, le Péloponnèse et la Crète. En 1862, la Compagnie étend ses liaisons maritimes en s'implantant à Smyrne, Constantinople, Çanakkale, Gallipoli et Bodrum.
Avec le développement des bateaux à vapeur, la marine marchande a pris un nouvel essor. Cela a considérablement amélioré l'économie de nombreuses îles grecques, principalement Syros, Céphalonie, Ithaque et Andros. Outre ces îles, le port du Pirée a tiré un profit colossal de l'activité des navires à vapeur et contribue à faire de celui-ci le plus important centre industriel et commercial du pays. Le développement rapide de l'activité portuaire du Pirée a une impulsion inattendue à la croissance de la ville d'Athènes. À cette époque, les réseaux routier et ferroviaire étaient encore en construction, ce qui donnait plus d'importance aux routes maritimes. Le développement des bateaux à vapeur a permis à la Grèce de reconstituer une marine marchande dynamique comme cela était naguère le cas. L'île de Syros, dans les Cylcades, est ainsi devenue le point central des investissements en tant que berceau de la navigation à vapeur grecque.

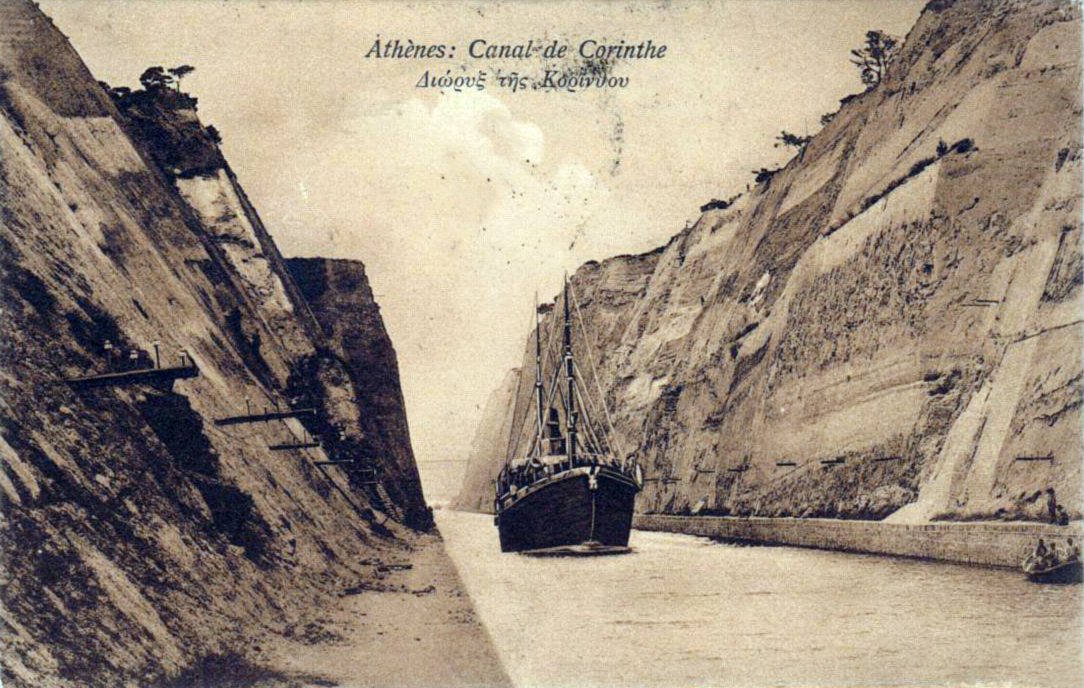
Le canal de Corinthe, en 1894.

L'ouverture du canal maritime de Corinthe en 1893, dont les travaux avaient commencé en 1881, marque en outre un évènement important dans l'histoire économique de la Grèce. Le percement d'un canal au niveau de l'isthme de Corinthe est un projet vieux de plusieurs siècles. En 602 avant notre ère, le tyran de Corinthe Périandre fut le premier à concevoir l'idée d'un canal qui permettrait de relier la mer Égée à la mer Ionienne. Néanmoins, ce projet n'aboutit pas en raison des capacités techniques limitées de l'époque. Les mêmes difficultés ont également arrêté Jules César et les empereurs Hadrien et Caligula. Ce n'est qu'en 67 que l'empereur Néron lance la construction du canal en mobilisant quelque 6 000 esclaves. Son assassinat met un terme définitif au projet. Il faut attendre les années 1830 pour que le nouveau chef de l'État de la Grèce indépendante, Ioánnis Kapodístrias, reconsidère l'idée du canal. Mais son coût estimé à 40 millions de francs français reporte sine die l'initiative. En 1869, le Parlement hellénique autorise une société privée autrichienne à construire le canal de Corinthe. Les travaux commencent en 1882, mais le budget de la société autrichienne, insuffisant, interrompt le chantier. Ce dernier ne reprend qu'en 1890 grâce à une société grecque qui apporte les cinq millions de francs nécessaires à son achèvement. Les travaux sont ainsi terminés et le canal est utilisé pour la première fois le 28 octobre 1893. Ce canal permet de dynamiser grandement l'économie nationale et régionale.

#### Chemin de fer en Grèce
Le développement industriel de la Grèce est postérieur à celui des principales puissances d'Europe occidentale, comme la France, le Royaume-Uni ou l'Allemagne. Il faut attendre la fin des années 1860 pour que le chemin de fer fasse son apparition en Grèce, avec l'ouverture en 1869 de la ligne Athènes Thissío - Le Pirée. Le développement de l'industrie ferroviaire se fait à partir de 1880 grâce à l'action du Premier ministre Charílaos Trikoúpis, qui joue un rôle actif dans la construction de lignes de chemin de fer dans le Péloponnèse. Ce faible engouement pour le rail s'explique par l'essoufflement de la Railway Mania en Europe et le manque de ressources en fer et en charbon, ce qui demandait donc d'importer le matériel. Le développement du chemin de fer hellénique est marqué par l'absence de toute centralisation des lignes : le réseau se concentre sur un trafic local, non national. Le relief montagneux ne contribue pas à son essor. Les principales lignes ferroviaires reliaient les grandes villes entre elles, qui étaient les principaux centres de dynamisme économique grâce à leur activité portuaire : Patras, Le Pirée, Vólos. La capitale, Athènes, est le principal centre du développement industriel, avec la construction de lignes de tramway exploitées par une compagnie privée, la Compagnie grecque des Chemins de fer électriques. Ainsi, alors que la capitale grecque connaissait un développement urbain similaire à celui de Paris avec le métropolitain, le reste du pays restait très en marge de ce développement.
La construction en 1908 d'une ligne ferroviaire entre Athènes et Salonique via Larissa et Kateríni amorce le désenclavement de la péninsule grecque : jusqu'en mai 1916, le système ferroviaire de la Grèce était coupé du reste de l'Europe. À partir de l'entre-deux-guerres, le Simplon-Orient-Express relie Athènes à Londres via Paris et Calais en passant par la Yougoslavie, l'Italie et la Suisse. En outre, des wagons-lits relient Athènes à Vienne et Berlin.

#### Développement de l'activité bancaire

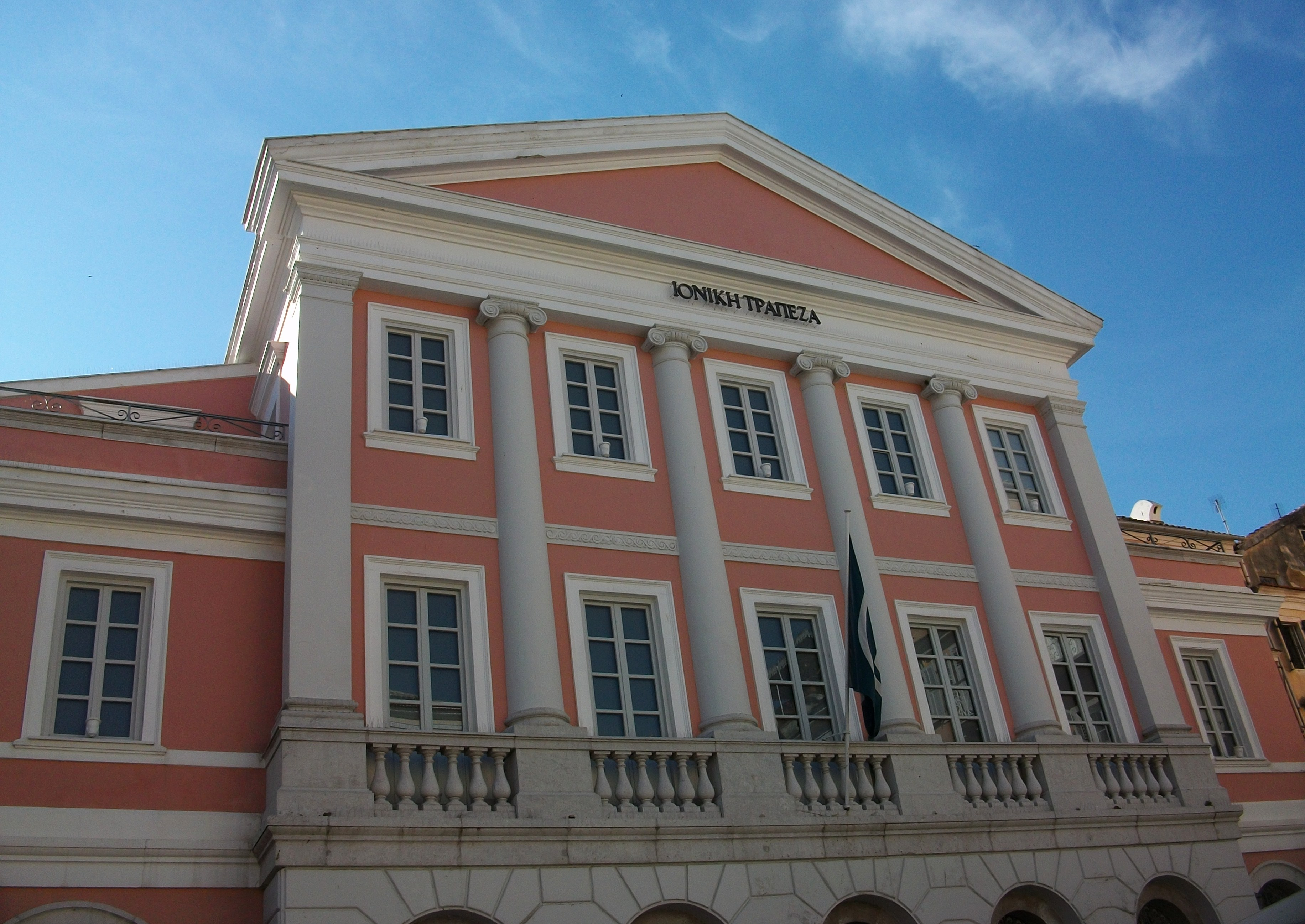
Le site historique de la Banque Ionienne à Corfou, fondée en 1839. Le bâtiment abrite aujourd'hui un musée.

Sous l'impulsion du financier helvétique Jean-Gabriel Eynard et Louis Ier de Bavière, la Grèce s'était dotée en 1841 d'une banque nationale, dont les statuts étaient privés : la Banque Nationale de Grèce (Εθνική Τράπεζα της Ελλάδος) était née. Il s'agissait alors d'une banque d'investissements. Le secteur bancaire hellénique prend véritablement de l'importance à partir des années 1880, qui coïncide avec l'intensification de la construction de lignes de chemin de fer. L'affaiblissement progressif de l'Empire ottoman, « l'homme malade de l'Europe », encourage sensiblement le développement du secteur bancaire en Grèce. En 1904, la Banque Nationale de Grèce crée la Banque d'Orient, avec la banque privée Nationalbank für Deutschland, qui se retire cependant de l'entreprise. La Banque Nationale de Grèce installe des succursales à Salonique, à Smyrne et à Alexandrie. En 1907, la société s'installe à Nicosie, sur l'île de Chypre. Elle devient ainsi une des banques les plus importantes du Proche-Orient. En 1864, les îles Ioniennes sont rattachées au royaume de Grèce : les Britanniques y avaient fondé en 1839 la Banque Ionienne (Ιονική Τράπεζα), qui devient dès lors une banque grecque. La banque, qui est historiquement implantée à Zante, Corfou, Venise et Trieste, s'installe à Athènes et Patras. À partir de 1907, la Banque Ionienne ouvre des annexes à Alexandrie, à Salonique, Chios, Mytilène ainsi que dans les Balkans. Ses activités se développent durant l'entre-deux-guerres, avec son implantation sur l'île de Chypre : succursales de Nicosie, Limassol, Larnaca et Famagouste. Bien qu'elle fût grecque depuis 1864, la Banque Ionienne conserve des liens étroits avec le Royaume-Uni et notamment les banquiers londoniens à l'origine de son établissement.

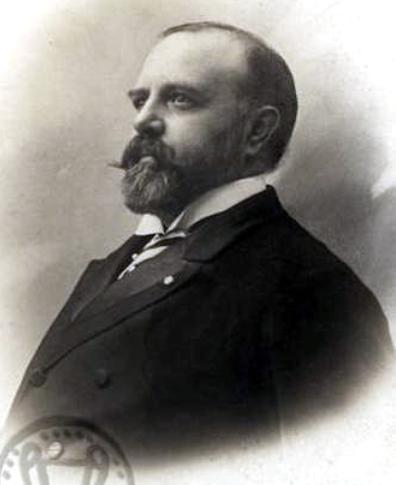
Ioannis Pesmazoglou est le fondateur d'une des plus influentes banques grecques de la Belle-Époque.

Le secteur bancaire se développe sous l'impulsion des élites commerçantes grecques, et notamment grâce aux familles phanariotes de Constantinople. L'homme d'affaires phanariote Andréas Syngrós, issu d'une famille de commerçants de Constantinople et proche de la puissante famille des Mavrocordato, fonde en 1882 la Banque d'Épire et de Thessalie (Προνομιούχος Τράπεζα Ηπειροθεσσαλίας) à Volós. Il participe au financement du canal de Corinthe. En 1894, Ioannis Pesmazoglou fonde à son tour en 1894 la Banque d'Athènes (Τράπεζα Αθηνών), qui se rapproche à partir de 1904 de la Banque de l'Union Parisienne. La Banque d'Athènes devient rapidement une des banques les plus importantes du pays : elle rachète en 1906 la Banque de Crédit Industriel. En 1910, elle dispose de succursale à Constantinople, Smyrne, La Canée, Héraklion et Trabzon. C'est une des rares banques fondées durant la Belle Époque qui continue ses activités durant l'Entre-deux-guerres. La Banque d'Athènes ouvre ainsi des nouvelles annexes en 1921 à New York, puis en 1922 à Limassol, Nicosie, Alexandrie, Le Caire, Port-Saïd, Londres et Manchester,.
En 1898, la révolution crétoise entraîne l'autonomie de l'île de Crète vis-à-vis de l'Empire ottoman. Sous l'égide du nouveau gouverneur de Crète Elefthérios Venizélos, une banque de Crète (Τράπεζα Κρήτης) est établie, fonctionnant alors comme une banque privée. La banque de Crète a été fondée avec l'assistance de la banque londonienne Hambros et parisienne Rothschild.

### Le développement du secteur secondaire: 1914 - 1949
Entre 1914 et 1945, l'économie grecque a connu de profonds bouleversements. L'activité industrielle amorcée à la fin du XIXe siècle et au début du XXe siècle avant la Première Guerre mondiale se poursuit durant l'Entre-deux-guerres. Le développement économique est néanmoins freiné par les guerres balkaniques, prélude de la Grande Guerre puis de la guerre gréco-turque de 1919-1922. Cette série de guerres été le catalyseur de l'industrie grecque. Un certain nombre d'industries telles que le textile, les munitions et la fabrication de bottes ont été créées pour approvisionner l'armée, et la plupart de ces industries seront converties à des usages civils durant l'après-guerre. Les réfugiés grecs d'Asie mineure ont également un impact positif sur l'économie du pays : avant 1914, les Grecs détenaient 45 % du capital de l'Empire ottoman. Les phanariotes, qui détenaient les plus importantes compagnies ottomanes, investissent dès lors directement dans l'économie grecque.

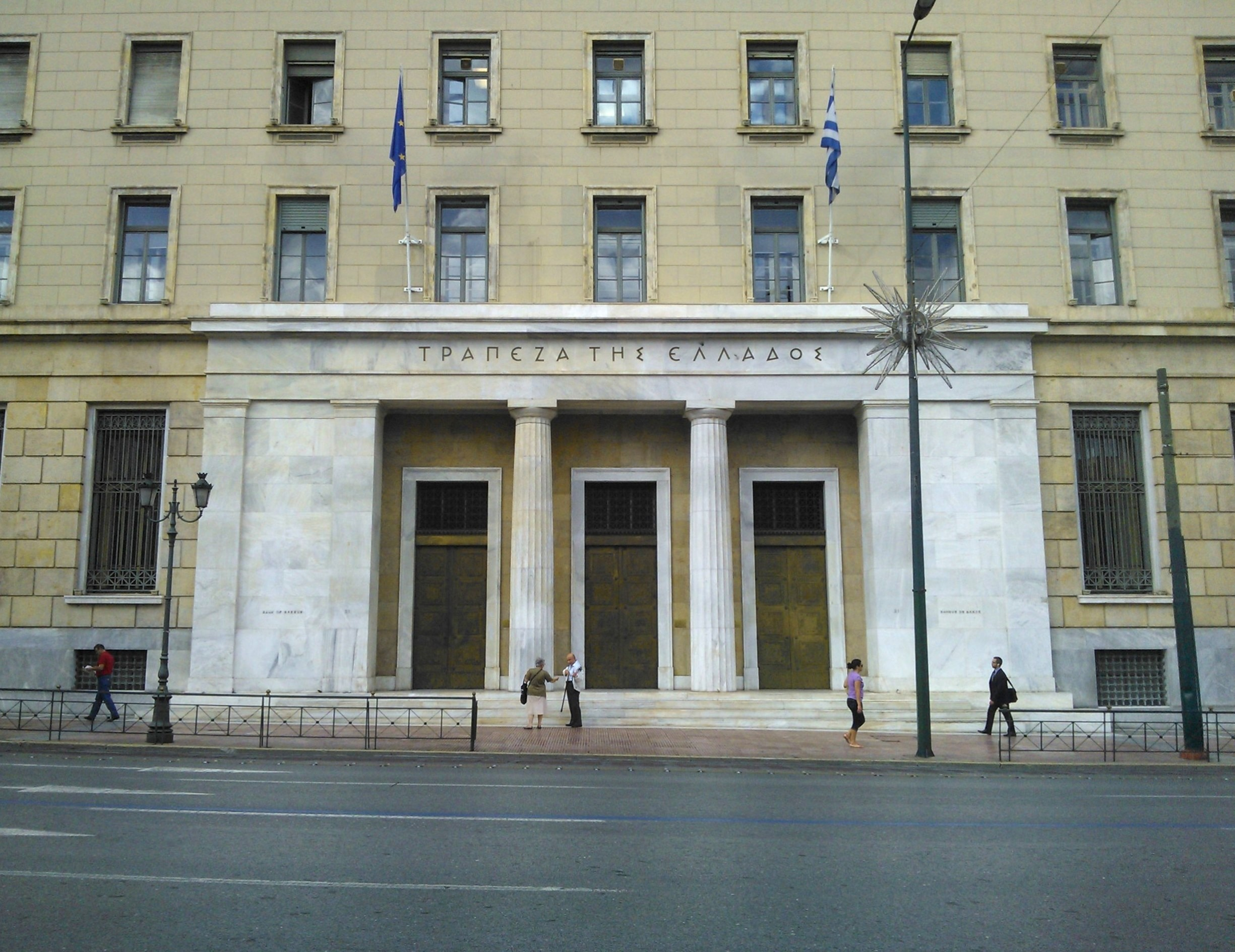
La Banque de Grèce est créée en 1927, chargée du contrôle la monnaie.

Malgré l'instabilité politique chronique que connaît alors le pays, qui voit se succéder régimes républicain, tentatives de putsch et régime autoritaire, l'économie se tourne peu à peu vers le secteur secondaire, bien que le secteur primaire demeurât prédominant dans une Grèce encore très rurale. La banque agricole Emporiki (Εμπορική Τράπεζα της Ελλάδας), créée en 1907, développe ses activités en s'implantant à Londres en 1922, à Alexandrie et au Caire en 1925. En 1929, la Banque Agricole de Grèce (Αγροτική Τράπεζα της Ελλάδος) est fondée en tant qu'organisation à but non lucratif, fournisseur de crédits au secteur agricole. La banque est chargée de mettre en œuvre des programmes de financement des activités du secteur primaire de l'économie, de la transformation et de la commercialisation des produits agricoles. Le pays se dote en 1927 d'une banque centrale, la Banque de Grèce (Τράπεζα της Ελλάδος), chargée de l'émission et du contrôle de la monnaie, distincte des activités commerciales. Les années 1914-1920 marquent une nouvelle période pour les armateurs car il leur faut se reconvertir rapidement : perte du marché russe à la suite de la Révolution de 1917, perte des ressources ottomanes à la suite de l’éviction totale des Grecs de Turquie en 1923. Néanmoins, un nouveau marché se développe : celui du continent américain. Les États-Unis abritent en outre une très importante communauté grecque.

#### Grande Dépression
La Grande Dépression a eu de sérieuses répercussions sur l'économie de la Grèce. En 1932, la Banque de Grèce adopte une politique déflationniste pour éviter la crise, sans succès cependant. Pendant une brève période, la drachme fut rattachée au dollar américain, mais cette politique n'était pas viable à long terme étant donné l'important déficit commercial du pays. Les seuls effets de cette situation ont été l'épuisement presque total des réserves de devises étrangères de la Grèce au début des années 1930. Les envois de fonds depuis l'étranger ont fortement diminué. La valeur de la drachme a commencé à s'effondrer, passant de 77 drachmes pour un dollar en mars 1931 à 111 drachmes pour un dollar en avril 1931. Cette situation a été particulièrement préjudiciable à la Grèce, car le pays dépendait des importations du Royaume-Uni, de la France et du Moyen-Orient pour de nombreux produits de première nécessité. En avril 1932, la Grèce a abandonné l'étalon-or et a déclaré un moratoire sur tous les paiements d'intérêts. Le pays a également adopté des politiques protectionnistes telles que des quotas d'importation, ce qu'un certain nombre de pays européens ont également fait à l'époque. Entre 1936 et 1941, le gouvernement autoritaire de Ioannis Metaxás privilégie des politiques protectionnistes.

#### Seconde Guerre mondiale
La Grèce est sortie de la Seconde Guerre mondiale dans un état de totale destruction. L’occupation allemande y a été une des plus féroces et des plus destructrices en Europe. En 1945, le bilan de la situation est dramatique :
- Le pays a perdu entre 8 % et 9 % de sa population ;
- La production agricole a chuté de plus de 50 % à ce qu’elle était en 1939 et la moitié des ouvriers et paysans sont au chômage ;
- 65 % des véhicules à moteur, 95 % du matériel roulant des chemins de fer, 70 % des ponts et plus de 50 % du réseau routier sont détruits ou inutilisables ;
- La circulation monétaire est passée de 24 millions à 68 milliards de drachmes de 1941 à 1944, et le litre d’huile de 50 à 400 000 drachmes ;
- La famine de l'hiver 1941-1942 a tué entre 250 000 et 300 000 Grecs. 900 villages ont été totalement rasés, 500 autres en partie détruits.

Contrairement à beaucoup d'autres pays d'Europe occidentale, la fin de l'occupation nazie ne signifie pas pour autant la paix. La conférence de Moscou du 9 octobre 1944 entre Staline et Churchill fait passer la Grèce sous zone d'influence anglo-américaine, malgré l'importance de la résistance communiste dans le pays. Cet «accord de pourcentages » aboutit à une guerre civile : d'un côté, les partisans communistes et de l'autre, les royalistes et libéraux soutenus par le Royaume-Uni et les États-Unis au nom de la doctrine Truman. Cette guerre civile vient alourdir un bilan déjà dramatique : 150 000 morts, 1 000 villages supplémentaires détruits, 900 000 paysans suspects de sympathies pour la rébellion déplacés vers les banlieues des villes privées de tout équipement, épuration de 70 000 à 100 000 anciens résistants, conscrits ou citoyens soupçonnés d’être de gauche déportés dans des camps de concentration où règnent l’arbitraire, la torture, les violences de toutes sortes.

### Miracle économique des années 1950-1960

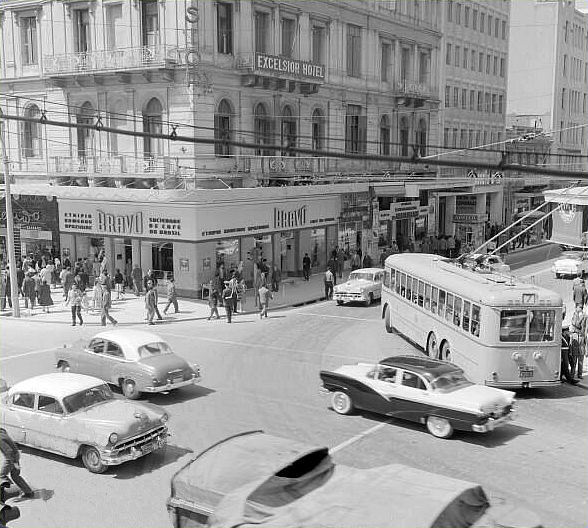
Athènes connaît une croissance urbaine et démographique très forte au cours des décennies 1950-1960.

Entre 1950 et 1973, la Grèce est la deuxième croissance mondiale (7 % annuel) seulement dépassée par le Japon. Cette période est une phase de « mondialisation heureuse » : faible taux de chômage, inflation quasi-nulle, croissance importante sur le long-terme, amélioration des conditions de vie, diminution de la pauvreté. Ces deux décennies de progrès économique remarquable se sont faites grâce au dynamisme des secteurs du transport maritime, de la construction, de l'industrialisation, de l'urbanisation à grande échelle et l'augmentation croissante des exportations et des investissements étrangers. L'économie grecque est progressivement passée d'une économie primaire, basée sur l'agriculture, à une économie secondaire liée à l'industrie. La reprise rapide de l'économie grecque à partir de 1949 a été facilitée par un certain nombre de mesures : outre le plan Marshall, les politiques publiques ont mis en place une dévaluation drastique de la drachme. Cela a permis l'attraction d'investissements étrangers, le développement important de l'industrie chimique, le développement du tourisme et du secteur des services en général et, enfin et surtout, une activité de construction massive liée à d'énormes projets d'infrastructure et de reconstruction dans les villes grecques. L'émergence de classes moyennes dans les pays occidentaux démocratise le tourisme et ainsi entraîne un tourisme de masse : la Grèce est alors une destination très prisée des vacanciers occidentaux, séduits par son climat avantageux, ses plages et la mer.

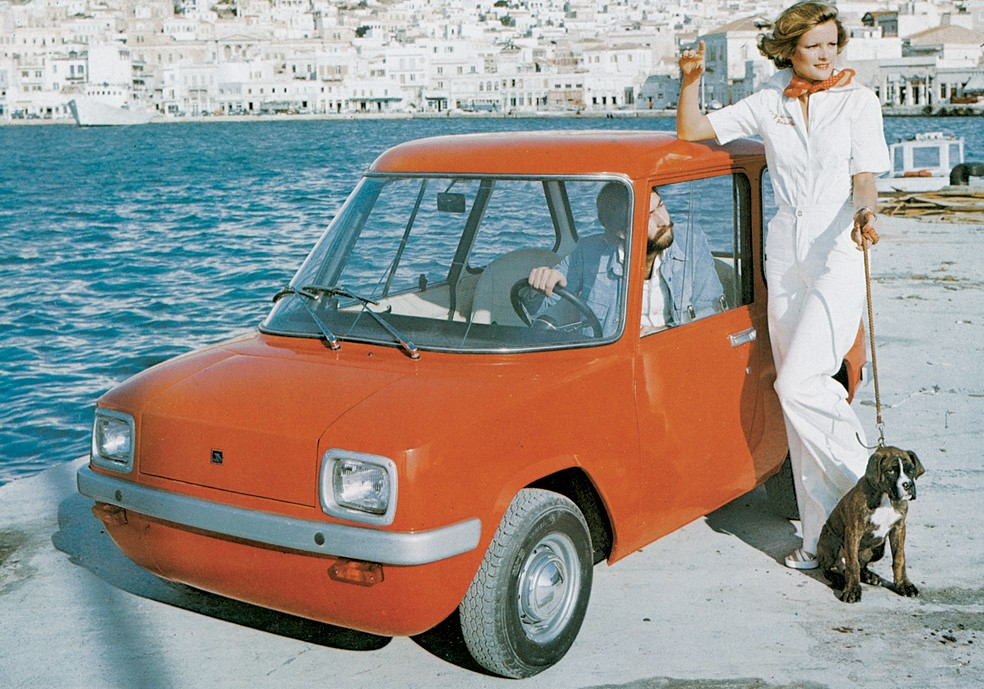
Publicité des années 1960 pour la voiture grecque Neorion.

Sous l'impulsion de grands magnats comme Aristote Onassis, Georgios Livanos ou encore Stávros Niárchos, de grandes multinationales grecques se constituent : Olympic Air dans le domaine de l'aéronautique, Archirodon dans le secteur du bâtiment, la Société de navigation de Crète dans la marine, Hellenic Petroleum dans le secteur de l'énergie. Entre 1950 et jusqu'à la crise économique de 2008, et si l'on excepte la relative stagnation économique des années 1980, la Grèce a constamment surpassé la plupart des pays européens en ce qui concerne la croissance économique annuelle. En outre, les années 1950-1960 sont marquées par un interventionnisme poussé de l'État grec dans les affaires économiques : planification économique, mesures sociales, régime universel de protection sociale. En 1951, l'Institut d'Assurance Sociale (Ιδρυμα Κοινωνικών Ασφαλίσεω, abrégé I. K. A.), qui avait été créé en 1932, devient un régime d'assurance universel. Dans les années 1950, le gouvernement de Konstantínos Karamanlís développe les allocations sociales : aide de l'État à l'enfance, retraite, prise en charge des soins des pathologies lourdes.
Cependant, le développement énergique de l'économie grecque de ces années-là est confrontée au ralentissement de l'économie mondiale : fin à la conversion entre l'or et le dollar américain avec les accords de la Jamaïque, premier et second chocs pétroliers. Avec une économie capitaliste qui accentue plutôt qu'elle n'atténue les inégalités sociales, une crise mondiale imminente et les politiques erratiques de la dictature des Colonels qui ont conduit à un désastre national, les années 1970 ont vu l'économie grecque entrer dans un long cycle de croissance plus faible. En outre, il faut bien garder à l'esprit que la croissance forte des décennies 1950-1960 en Grèce est une croissance anormale, liée à un rattrapage économique et à la reconstruction aux lendemains de la Seconde Guerre mondiale. Le monde connaît donc à cette période un essor économique considérable, mais qui n'est que provisoire : c'est le cas de la France, où l'on parle même de « Trente Glorieuses », du Japon, de l'Italie ou de la Corée du Sud.

### La Grèce dans l'Union européenne
L'entrée de la Grèce dans la Communauté économique européenne en 1981 se fait surtout grâce au soutien de l'Allemagne de l'Ouest et la France, souhaitant un partenaire culturel et politique démocratique en dépit que les économistes ont averti que la Grèce n'est pas suffisamment solide pour le marché commun. Cela entraîne le développement d'une seconde phase de croissance soutenue. Le ralentissement économique mondial des années 1980 lié au contexte géopolitique atténue cette forte croissance qui redevient très dynamique à partir des années 1990 et surtout 2000. Le marché commun européen a beaucoup profité à l'économie grecque : le pays a pu compter sur les mécanismes de redistribution, mis en place dans les années 1980, comme les fonds structurels, à l'instar du Portugal ou de l'Espagne. La Grèce est donc bénéficiaire nette au regard du budget européen. Le pays continue son développement au début des années 2000 avec des taux de croissance confortables, encouragé par la monnaie unique. Athènes accueille de nombreuses manifestations culturelles et sportives internationales notamment les Jeux Olympiques en 2004 (dont le budget doublera cependant pour atteindre 13 milliards d’euros, augmentant la dette du pays de 2 à 3 %,), qui sont l'occasion pour l'État de moderniser la capitale (nouvel aéroport, modernisation du métro, infrastructures sportives). En 2008, le chômage est au plus bas à 7,2 %, selon Eurostat.
Le « miracle » économique grec de 2004 à 2007 n'est possible que dans un contexte général de développement des transports maritimes et du tourisme et grâce aux facilités de crédit inhérentes aux bas coûts d'intérêt de l'euro. Depuis 1997, l'État grec recourt massivement à l'emprunt en maquillant ses comptes pour entrer dans les critères européens. Le pays connaît alors une croissance fulgurante mais artificielle, « avec des salaires excessifs, une flambée de l’immobilier et un endettement colossal ».
En effet, derrière cette façade en apparence positive, les dysfonctionnements classiques de la société grecque caractérisés par le poids de la fonction publique, de la dette et le faible développement industriel, ne changent que peu durant ces années. Le secteur public représente 40 % du PIB. La compétitivité du secteur industriel a chuté de treize points entre 2001 et 2005. Le pays est pointé du doigt pour l'importance de sa corruption (deuxième pays le plus corrompu d'Europe, derrière la Bulgarie, selon Transparency International en 2012) qui n'épargne pas le secteur de la santé, et pour son incapacité à lutter contre la fraude fiscale.
La crise financière de 2008 dévoile le poids de la fonction publique dans l'État, les fonctionnaires représentant un quart de la population active, nourri par une longue tradition de clientélisme politique. Ce système clientéliste « s'est perfectionné après la chute de la dictature et surtout avec l'avènement d'Andréas Papandréou en 1981. Le Premier ministre socialiste a supprimé les directions générales des ministères pour les remplacer par des postes plus politiques. » Reléguée au rang de ressource clientéliste, l’administration ne s'est jamais transformée en appareil de gestion efficace. « Les interférences politiques constantes dans la gestion des affaires administratives courantes autant qu’aux questions de personnel sont devenues l’expérience formative des fonctionnaires ». Les premières analyses révèlent les nombreux exemples de mauvaise gestion dans la fonction publique, désigné comme un « refuge de corruption »,,.

### Crise de la dette grecque (2004-2018)

#### Une explosion de la dette publique accentuée par la crise mondiale
La crise de la dette grecque n'est pas seulement une crise liée à des problèmes internes, qui, s'ils sont bien réels, ne sont pas la source unique du problème. Elle intervient à un moment de ralentissement économique des grandes économies mondiales qui sont pour la première fois depuis la fin de la Seconde Guerre mondiale confrontés à une hausse systémique du chômage, jugulée à une hausse des inégalités sociales. Les problèmes structurels internes de l'économie grecque ont été accentués par la crise de l'Eurozone.

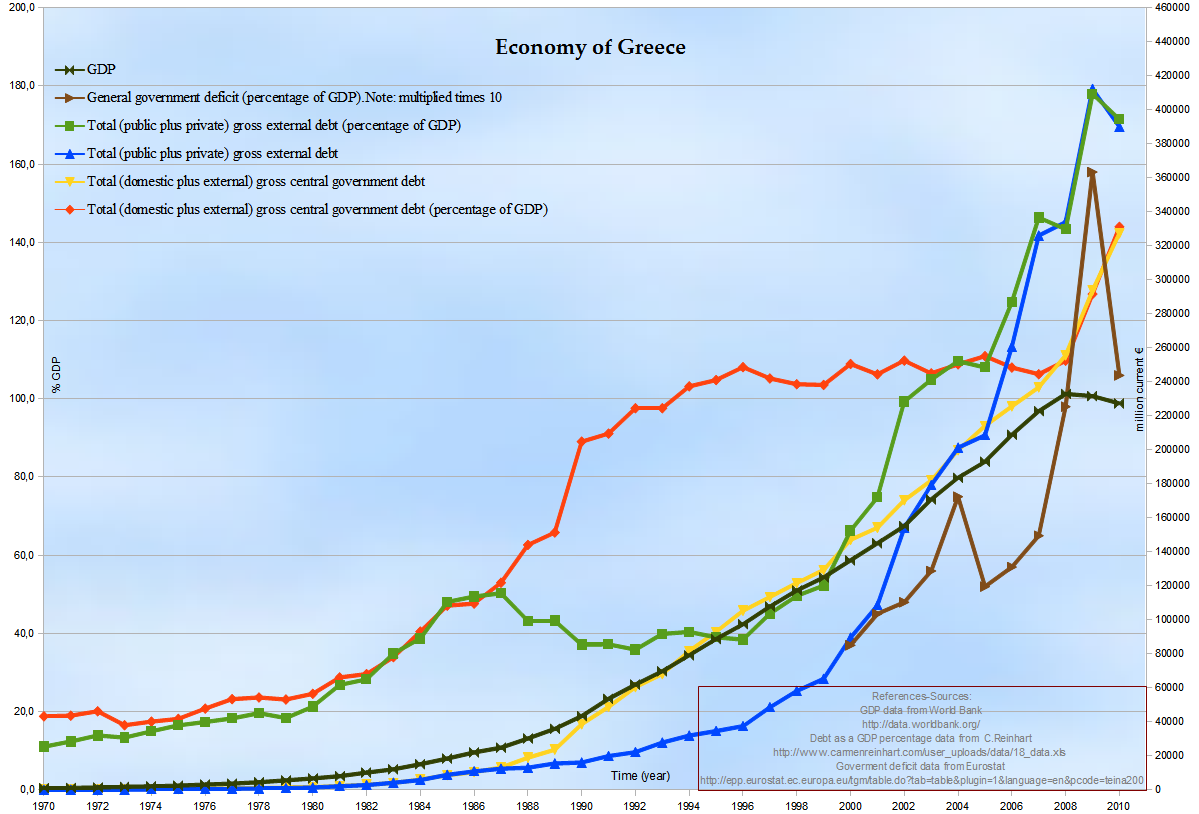
Évolution du PIB national et de la dette depuis 1970.

Néanmoins, dès 2006, l'endettement représentait 102 % du PIB, soit l'un des plus élevés de l’Union européenne. La crise révèle également que les données précédentes sur les niveaux et les déficits de la dette publique avaient été minorées par le gouvernement grec : les prévisions officielles pour le déficit budgétaire de 2009 étaient inférieures de moitié à la valeur finale calculée en 2010, tandis qu'après des révisions selon la méthodologie d'Eurostat, la dette publique de 2009 passe finalement de 269,3 milliards de dollars à 299,7 milliards de dollars, soit environ 11 % de plus que calculée précédemment,.
L'explosion du déficit public à partir de 2008 et en 2009 fait qu'en 2010 et 2011, la Grèce doit faire face à une importante crise de sa dette publique,,. En 2009, elle s'établissait à 125 % du PIB pour un déficit public de 13,6 %. En 2011, la dette publique s'élève à 158 % du PIB. Le nouveau gouvernement socialiste élu en octobre 2009 annonce des mesures d'austérité après les révélations concernant le niveau abyssal atteint par le déficit et la dette publique. Ses mesures comprennent notamment, :
- la diminution du salaire des fonctionnaires (- 10 %) ;
- la diminution des pensions accordées aux retraités (- 10 %) ;
- le recul de 5 ans de l'âge légal de départ à la retraite (65 ans contre 60) ;
- la réduction des investissements publics et des dépenses de fonctionnement de l’État ;
- la création de nouveaux impôts et de nouvelle taxes, hausse de 10 % des taxes sur l'essence, le tabac et l'alcool ;
- la hausse de la TVA de deux points (23 % contre 21 %, et contre 19 % avant mars 2010) ;
- la baisse des dépenses de l'armement de 2,5 milliards d'euros en deux ans.

La Grèce a reçu un prêt de 110 milliards d'euros sur trois ans du FMI et de la zone euro. L'accord, passé sous condition d'une baisse des dépenses publiques, prévoit une réduction du déficit public, de 13,6 % du PIB en 2009 à 2,6 % en 2014. Pour l'année 2010, le déficit devait baisser à 9,3 % du PIB. À ces 110 milliards d'euros, s'ajoute, à partir de 2011, une aide supplémentaire de 60 à 85 milliards d'euros pour ses « besoins financiers » jusqu'en 2014. Ces prêts permettent à l’Allemagne d'engranger plus d'un milliard de profits entre 2015 et 2017, ce qui est parfois dénoncé comme une absence de solidarité de Berlin envers ses partenaires de la zone euro.
En novembre 2010, Eurostat révise à la hausse le déficit de la Grèce pour l'année 2009 à 15,5 % du PIB (contre 13,6 %). La note financière du pays ne cesse d'être réévaluée à la baisse, et le pays rejoint finalement le groupe des pays émergents fin 2013. Selon eurostat toujours, le chômage a atteint les 27,6 % en juillet 2013. En 2012, les scénarios envisageables concernant la Grèce sont le Grexit et le bank run ; ces épées de Damoclès subsistent malgré les injonctions des personnalités politiques européennes chargées du dossier. Toutefois, Eurostat avait en réalité fait grossir les chiffres du déficit et de la dette publique grecs pour l’année 2009 afin de faciliter la mise sous tutelle financière du pays.
De nombreuses privatisations sont effectuées (gaz, électricité, port de Thessalonique, port du Pirée, quatorze aéroports, etc) mais qui pourraient sur le long terme représenter un manque à gagner considérable pour les finances du pays. L'OCDE prévoit pour 2014 une septième année consécutive de récession, remarquant toutefois que la Grèce a engagé de nombreuses réformes structurelles et que la croissance pourra revenir l'année suivante. Notant que la dette dépassera fin 2013 176 % du PIB, elle ne croit pas envisageable de ramener ce chiffre à 124 % en 2020, et appelle par ailleurs à un allégement de la dette publique, comme cela avait été fait en 2012 sur les dettes privées. Le FMI réclame pour sa part la poursuite de la cure d'austérité des comptes publics.

#### Propositions de sortie de crise par Yánis Varoufákis

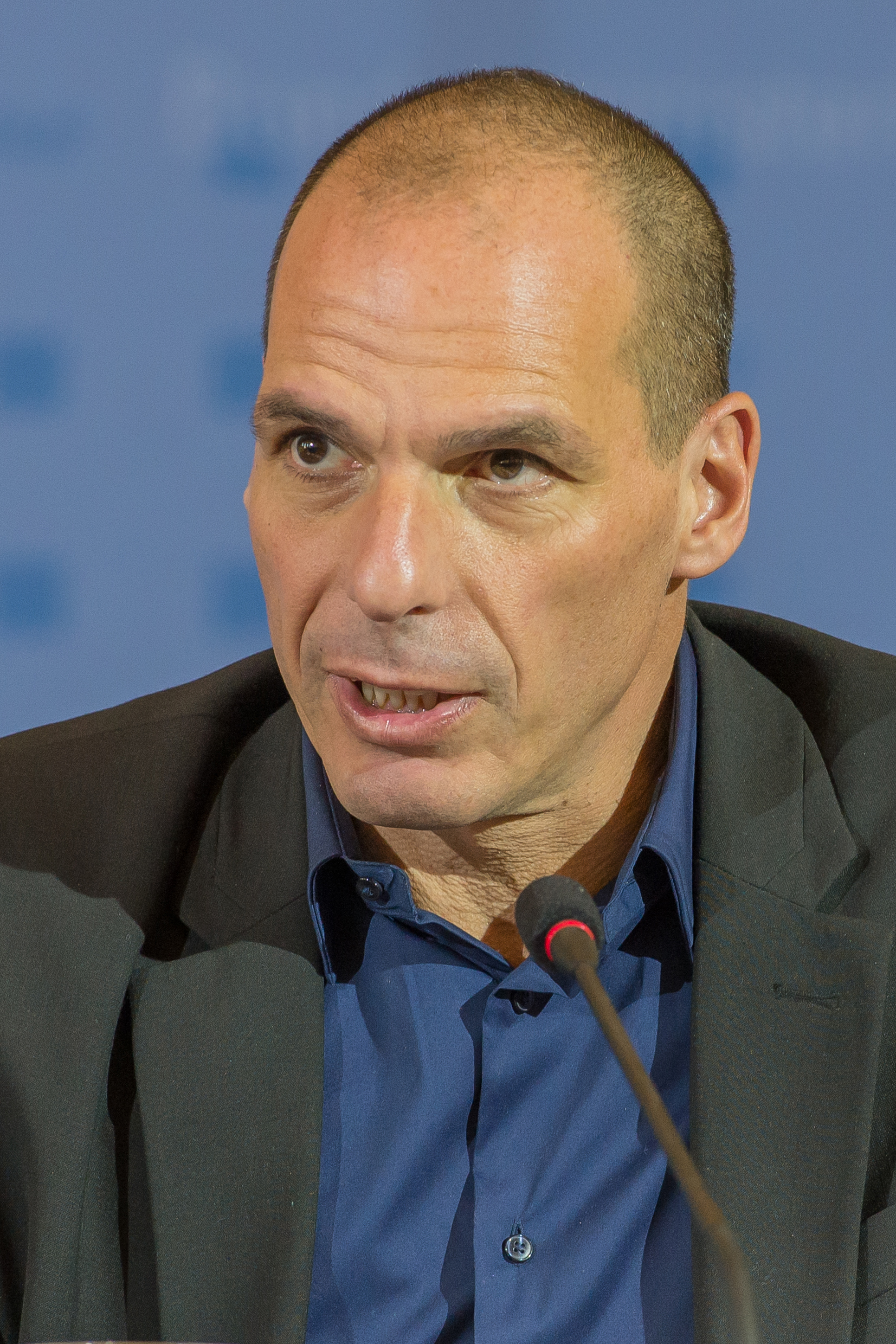
Le ministre grec des Finances Yánis Varoufákis, partisan d'un plan de relance alternatif.

En 2015, la victoire aux élections législatives de la coalition de la gauche (SYRIZA) entraîne une alternance politique. Pour la première fois, les deux partis traditionnels de la vie politique hellénique n'obtiennent pas la majorité. Aléxis Tsípras devient le nouveau Premier ministre grec le 26 janvier 2015. Son ministre des Finances, Yánis Varoufákis, propose aux créanciers le plan suivant de sortie de crise[source insuffisante] :
- Restructuration de la dette
  - Le gouvernement émettrait des obligations perpétuelles, qui auraient la même valeur nominale que les obligations appartenant à la Banque Centrale Européenne, avec un taux d’intérêt faible, mais sans date de maturité ni d’expiration.
  - Les dettes obligataires du fonds européen de renflouement seraient échangées contre de nouvelles obligations du gouvernement grec de trente ans, là encore ayant la même valeur que la dette existante (donc pas de décote formelle), mais avec deux conditions : d’abord, les remboursements annuels devaient être suspendus jusqu’à ce que le revenu du pays ait atteint un certain seuil ; deuxièmement, le taux d’intérêt serait lié aux taux de croissance de l’économie grecque.
- Création d'une banque de développement
  - Les actifs qui sont propriété publique doivent être transmis à une nouvelle banque de développement publique qui les utiliserait comme garanties ou collatéraux pour lever des fonds, lesquels seraient investis dans ces mêmes actifs afin d'augmenter leur valeur, créer des emplois et accroître les revenus à venir.
- Suspension sine die des politiques de rigueur budgétaire
  - Excédent primaire ne dépassant pas 1,5 % du revenu national et pas de nouvelles mesures d’austérité.

- Maintien de certaines privatisations et d'allègements fiscaux
  - réductions d’ampleur des impôts des sociétés.
  - Privatisations stratégiques avec conditions préservant les droits du travail et relance des investissements.

Ce plan a été critiqué tant par la gauche et Aléxis Tsípras lui-même, notamment sur la question des privatisations à laquelle ce dernier était hostile, mais aussi par le FMI, la Banque centrale européenne et l'Allemagne.

#### Référendum de juillet 2015 et poursuite des politiques d'austérité

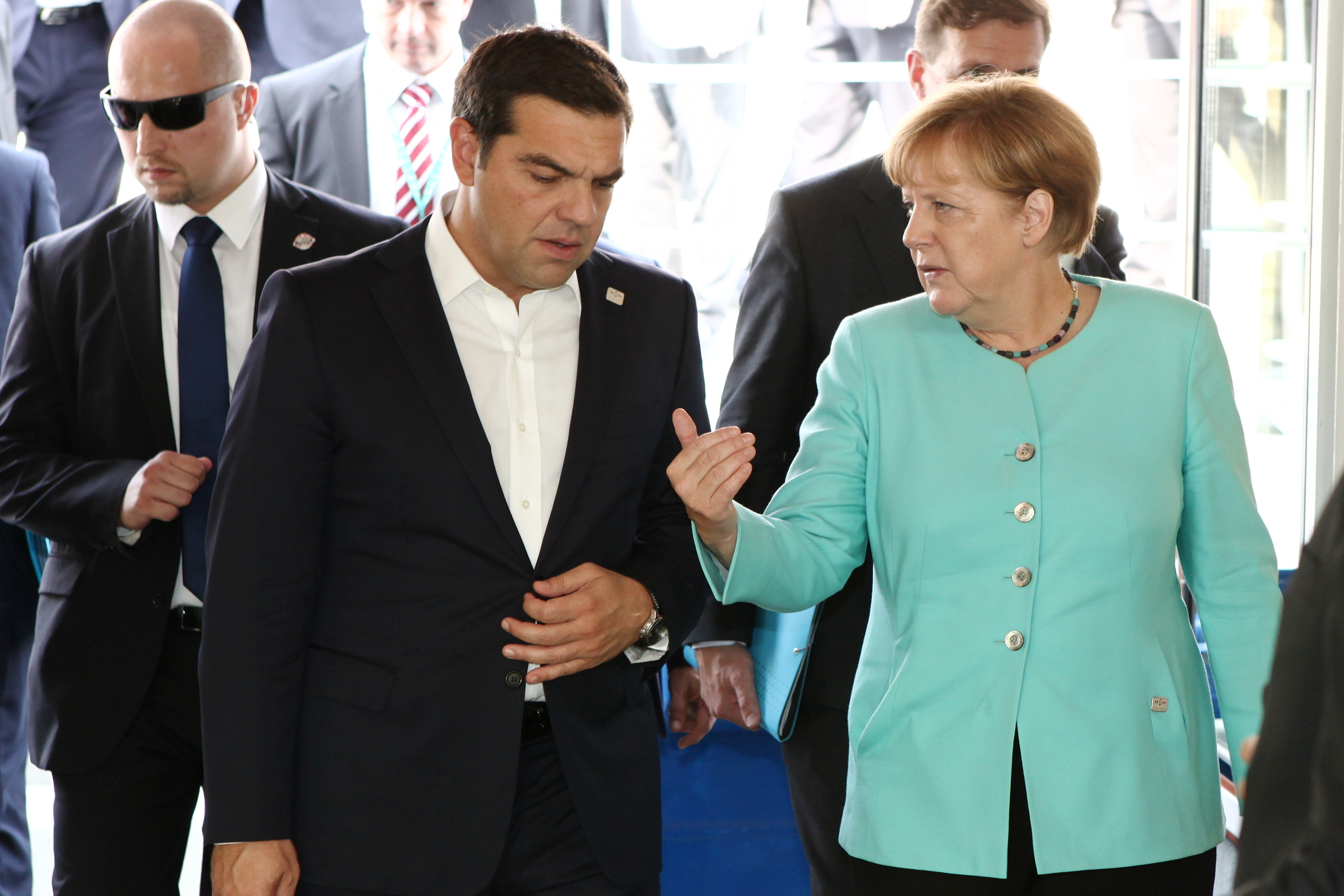
Aléxis Tsípras et Angela Merkel au sommet européen de Bratislava, en 2016.

En juillet 2015, le Premier ministre organise la tenue d'un référendum sur la poursuite ou non des politiques d'austérité réclamée par les créanciers. Le président de la Commission européenne Jean-Claude Juncker appelle quant à lui à voter « oui » ainsi que la plupart des dirigeants européens. Il déclare en outre qu'« il ne peut y avoir de choix démocratique contre les traités européens. », Le prix Nobel d'économie Joseph Stiglitz, se positionne en faveur du « non » dans un article titré « L'attaque de l'Europe contre la démocratie grecque » : 
« Soyons clairs : la Grèce n'a profité de presque aucune des sommes qui lui ont été prêtées. Elles ont servi à rembourser les créanciers du secteur privé – dont les banques allemandes et françaises. La Grèce a obtenu guère mieux que des miettes, mais a payé un énorme prix pour préserver les systèmes bancaires de ces pays. Le Fonds monétaire international et les autres créanciers « officiels » n'ont pas besoin de l'argent qui est demandé. Dans un schéma de commerce classique, l'argent qu'ils récupèrent serait probablement prêté à nouveau à la Grèce. »
À 61 %, les Grecs rejettent la continuation du programme de rigueur. Face à un risque de sortie de la Grèce de la zone euro et du risque d'une faillite générale, le gouvernement Tsípras maintient les mesures d’austérité. Le parlement grec vote les mesures grâce à une majorité de circonstance constituée d'une partie de la majorité pro-Tsípras et des voix de formations politiques favorables à ces mesures (notamment du parti de droite Nouvelle Démocratie) alors qu'une fraction de SYRIZA s'oppose à lui.
Le 21 août 2018, la Grèce sort officiellement de la tutelle des créanciers,.

#### Conséquences sociales

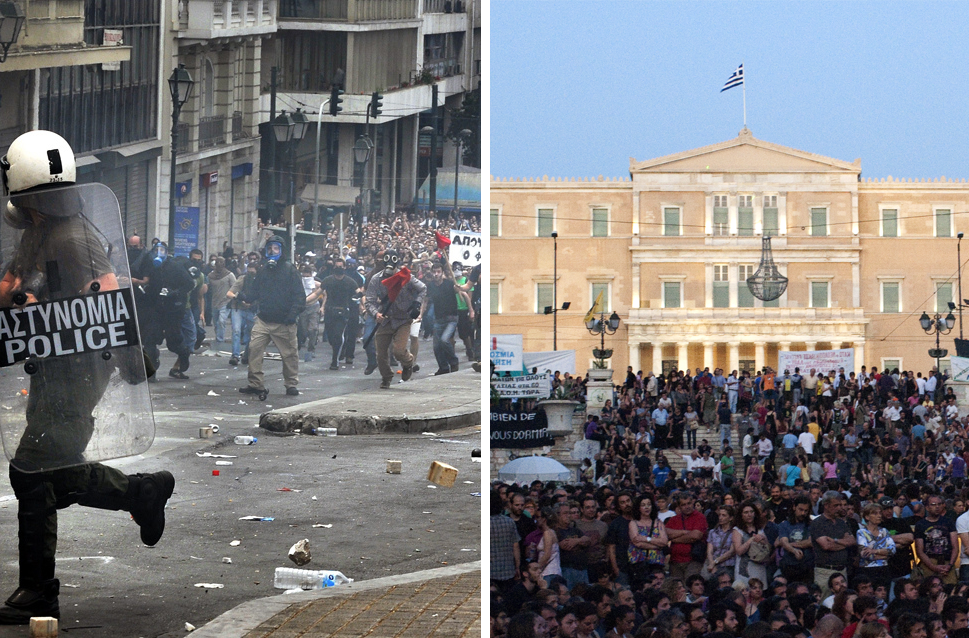
La politique d'austérité a entraîné une dégradation dramatique du niveau de vie et des mouvements violents de protestation.

La brutale politique de rigueur, comprenant baisses massives des salaires et des dépenses publiques, a pour conséquence de contracter le PIB par habitant de 25 % entre 2007 et 2016 qui retourne à son niveau de 1999 ; la production industrielle, hors bâtiment, diminue, elle, de plus de 15 % sur la même période. La Grèce a été plongée dans une période de récession économique catastrophique. La crise conduit à la suspension des salaires de certains fonctionnaires et à des coupes budgétaires dans les secteurs de l'éducation, de la culture et de la santé. En 2013, le gouvernement conservateur d'Antónis Samarás ordonne la fermeture des chaînes nationales de télévision et de radio. Les trois chaînes publiques réunies employaient trois à quatre fois plus de personnel que leurs concurrentes privées pour une part d'audience cumulée nettement inférieure. Tous ses employés sont licenciés sans aucune compensation. Le taux de pauvreté explose : les familles de la classe moyenne se retrouvent à la rue[réf. nécessaire]. Toutes les aides d'État sont suspendues sine die. Le 4 avril 2012, un retraité grec, Dimitris Christoulas, se suicide publiquement sur la place Syntagma à Athènes de désespoir,

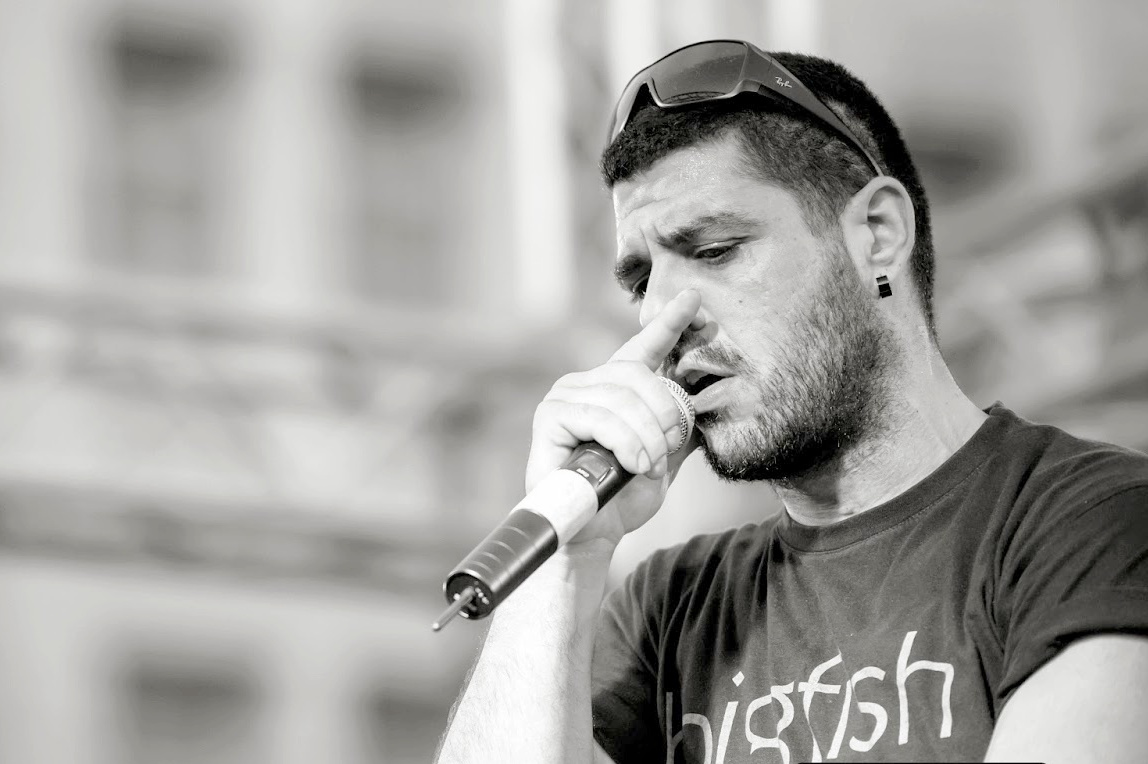
L'assassinat du rappeur et sympathisant anarchiste pacifiste Pávlos Fýssas marque l'apogée de la violence de la crise financière.

Cette période a vu la montée du parti nationaliste hellénique et ouvertement néo-nazi Aube Dorée (en grec Χρυσή Αυγή). Le slogan d'Aube Dorée est « Pour une Grèce qui sera la propriété des Grecs (« Για μια Ελλάδα που θα ανήκει στους Έλληνες »). Ce slogan doit être remis en contexte : elle était naguère la devise de la dictature des colonels entre 1967 et 1974. Aube Dorée distribue des repas gratuits mais uniquement pour ceux qui sont « grecs », « patriotes », « non gays » et « blancs ». Le 18 septembre 2013, Pávlos Fýssas, un sympathisant anarchiste, communiste et pacifiste, est assassiné par un membre du parti d'extrême-droite.
Il est à noter que les partis politiques grecs traditionnels, socialistes du PASOK et conservateurs libéraux de la Nouvelle Démocratie, n'ont guère brillé par leur politique de réformes. Si le gouvernement visait à mettre en œuvre les mesures d'austérité, il a également promis aux électeurs qu'il allait sévir contre les migrants et les réfugiés et rétablir l'ordre public. Pendant ces années, en l'absence totale de contrôle des changes, la Grèce connaît une fuite massive des capitaux principalement en direction de l'Allemagne et de la Suisse. Les dépôts dans les banques grecques qui s'élevaient à 210 milliards d'euros en 2008 passent à 120 milliards en 2017. Les dépenses publiques ont baissé de 30 % après 2008, entraînant une dégradation de l'état des infrastructures, d’énormes problèmes dans les systèmes de santé et d’éducation et un appauvrissement massif des retraités. La population du pays a baissé d'un million de personnes.[réf. nécessaire]
Pourtant, la politique d'austérité n'a pas permis de diminuer l'endettement du pays ; au contraire, la dette publique est passée de 109 % du PIB en 2008 à 178 % en 2018. Le Premier ministre conservateur Kyriákos Mitsotákis lance en 2019 une vague de privatisations, dont notamment celles d’infrastructures touristiques, de terres côtières, et des parts détenus par l’État dans les entreprises de gaz et d’électricité et de l'aéroport d’Athènes. La brigade antifraude du fisc est supprimée, et ses employés intégrés au ministère des Finances. Le gouvernement fait par ailleurs adopter une réforme du droit du travail permettant à un employeur de licencier ses salariés sans avoir à motiver sa décision, ni à prévenir les personnes licenciées. Enfin, une réforme fiscale visant à faire du pays « une terre d’accueil pour les milliardaires et les citoyens les plus fortunés », relève le Financial Times, est mise sur pied. Il s'agit d'attirer les investissements en proposant de faibles taux d'imposition. En outre, une clause protégera les bénéficiaires de cette politique fiscale contre les éventuels changements de politique mis en place par de futurs gouvernements.

#### Conclusion
Cette crise n'est pas qu'une crise interne propre uniquement à la Grèce. Plusieurs pays dans le monde avaient déjà connu des épisodes de récession économique similaire : Argentine, Mexique, explosion de la bulle Internet des années 2000. Les problèmes politiques intérieurs ont été aggravés par une crise mondiale. Durant presque quatorze ans de crise, la Grèce s'est enfoncée dans un chaos politique et social désastreux, qui ont entraîné la montée en puissance des factions nationalistes. La chancelière allemande Angela Merkel et son ministre des Finances Wolfgang Schäuble ont particulièrement été intransigeants sur la question du remboursement d'une dette manifestement impossible à honorer, ce qui leur a valu une inimitié profonde des Grecs et d'une partie de la presse internationale, : 
« Étrangement, la RDA en 1990 et la Grèce en 2015, souffrent des mêmes symptômes. Dirigées pendant trop longtemps par des castes politiques irresponsables, corrompues et profiteuses, ayant gonflé les dépenses sans assurer les entrées d’argent, se permettant le luxe d’une administration aussi omniprésente qu’inefficace, trainant des dettes accumulées par des gouvernements du passé – la situation dans les deux pays est la même. Et dans les deux cas, l’homme chargé par le gouvernement allemand pour trouver des solutions, est le même – Wolfgang Schäuble. La seule sortie de la crise en Grèce, mais également dans d’autres pays du Sud de l’Europe, sera l’annulation d’une dette contractée il y a longtemps. Si, dans ce processus, les marchés financiers et les banques en prennent un coup, tant pis. Lorsqu’il s’agit de réaliser un objectif historique, il faut parfois en accepter le coût. Wolfgang Schäuble devrait le savoir pour l’avoir vécu. Mais il a déjà oublié. Ce n’est donc pas d’un Grexit que l’Europe a besoin, mais d’un Schäubxit. » - extrait d'un article de juin 2015 du quotidien franco-allemand Eurojournalist.
[pertinence contestée]
La crise grecque illustre donc les divergences des partenaires européens, notamment entre pays du nord, dépeints comme « austères » et « rigoureux », et pays du sud vus comme « dépensiers » et profiteurs ». L'élément le plus troublant[pourquoi ?] de cette crise est que certaines banques ont spéculé sur la dette du pays. Ces spéculateurs ont misé sur la baisse du prix des obligations émises par la Grèce et ont acheté des Credit default swap (c'est-à-dire une sorte d'assurance par laquelle un établissement financier se protège du risque de défaut de paiement d'un crédit en payant une prime) avant de les revendre. Dans leur forme originelle, les crédit default swaps sont une invention de la banque américaine JP Morgan en 1997. Si le risque de défaut de paiement augmente, le prix de ces assurances augmente également. Les spéculateurs ont donc acheté ces crédits, attendu que les prix montent et puis les ont revendus en empochant au passage une plus-value. Dans le même temps, le prix de ces crédits augmentant, les agences de notation en concluent que la capacité à rembourser de la Grèce diminue, de sorte qu'il devient de plus en plus cher pour cet État d'emprunter puisqu’il est plus risqué pour les prêteurs de lui octroyer des crédits. C'est ainsi que la Grèce emprunte actuellement à 6,25 %, pénalisant davantage encore son économie et sa population puisque les politiques d'austérité imposées à la Grèce se font forcément au détriment des politiques sociales. Les credit default swaps sont dès lors accusés de déstabiliser le pays, critique relayée par exemple par le président de la Réserve fédérale des États-Unis. Ce sont aussi des produits dérivés qui avaient été à l’origine de la crise dite des « subprimes ».

### Ralentissement économique liée à la pandémie de 2020 puis reprise
La pandémie du début de l'année 2020 fait craindre une nouvelle crise économique mondiale, et dont les conséquences pourraient être catastrophiques pour la Grèce, dont la croissance est fragile. La Grèce s’en sort mieux que nombre de pays européens dans la lutte contre la pandémie. Jusqu’ici, le gouvernement grec s’est avéré habile dans la crise sanitaire, avec un bilan, au 2 juin, de seulement 179 morts pour une population de 10,8 millions d’habitants. En agissant tôt, le gouvernement a évité que l'épidémie ne se propage sur son sol et affiche jusqu'à présent un bilan rassurant. Le secteur touristique, dont dépend en grande partie l’économie du pays, craint de sombrer faute de visiteurs étrangers. Le Premier ministre Kyriákos Mitsotákis a annoncé une série d'aides aux entreprises en difficulté : 
« Le programme de transition [...] portera le montant de nos interventions à 24 milliards. Il repose sur trois piliers : le soutien à l'emploi, la réduction des impôts et le renforcement de l'esprit d'entreprise. La clé de la planification est le programme extraordinaire et temporaire de co-partenariat pour l'emploi. Il s'agit du partenariat entre l'État et toutes les forces de production, afin que des emplois ne soient pas perdus pendant cette période difficile. Toutes les allocations de chômage sont étendues, afin que personne ne soit laissé sans protection. »,
Le 23 octobre 2023, pour la première fois depuis 2012, l’agence de notation S&P relève la note de la dette de la Grèce. Le premier ministre rééulu en 2023, Kyriakos Mitsotakis, annonce que le coût de l'emprunt sera moins élevé à partir de 2024 mais il ne prévoit pas de modifier la discipline budgétaire de l'Etat, toujours confronté à une cure d'austérité.

## Interventionnisme de l'État

L'EFΚΑ est l'organisme grec de Sécurité Sociale.

L'économie grecque se caractérise par un interventionnisme important de l'État dans les affaires économiques, à l'instar de la plupart des économies européennes : France, Italie, Suède. L'interventionnisme de l'État remonte à 1909 avec l'interdiction du travail des mineurs et le repos dominical obligatoire, mis en place par Elefthérios Venizélos. Celui-ci introduit le droit à la retraite, l'assurance maladie et le chômage avec la loi de 1922. La Constitution de 1911, complétée par les lois de 1917 et 1920, interdit la propriété de grands domaines fonciers et impose une redistribution des domaines agricoles aux paysans.
« Nul ne peut être privé de sa propriété que pour cause d'utilité publique dûment constatée, dans les cas et de la manière établie par la loi, et moyennant une indemnité préalable. » - Article XVII de la Constitution hellénique de 1911.

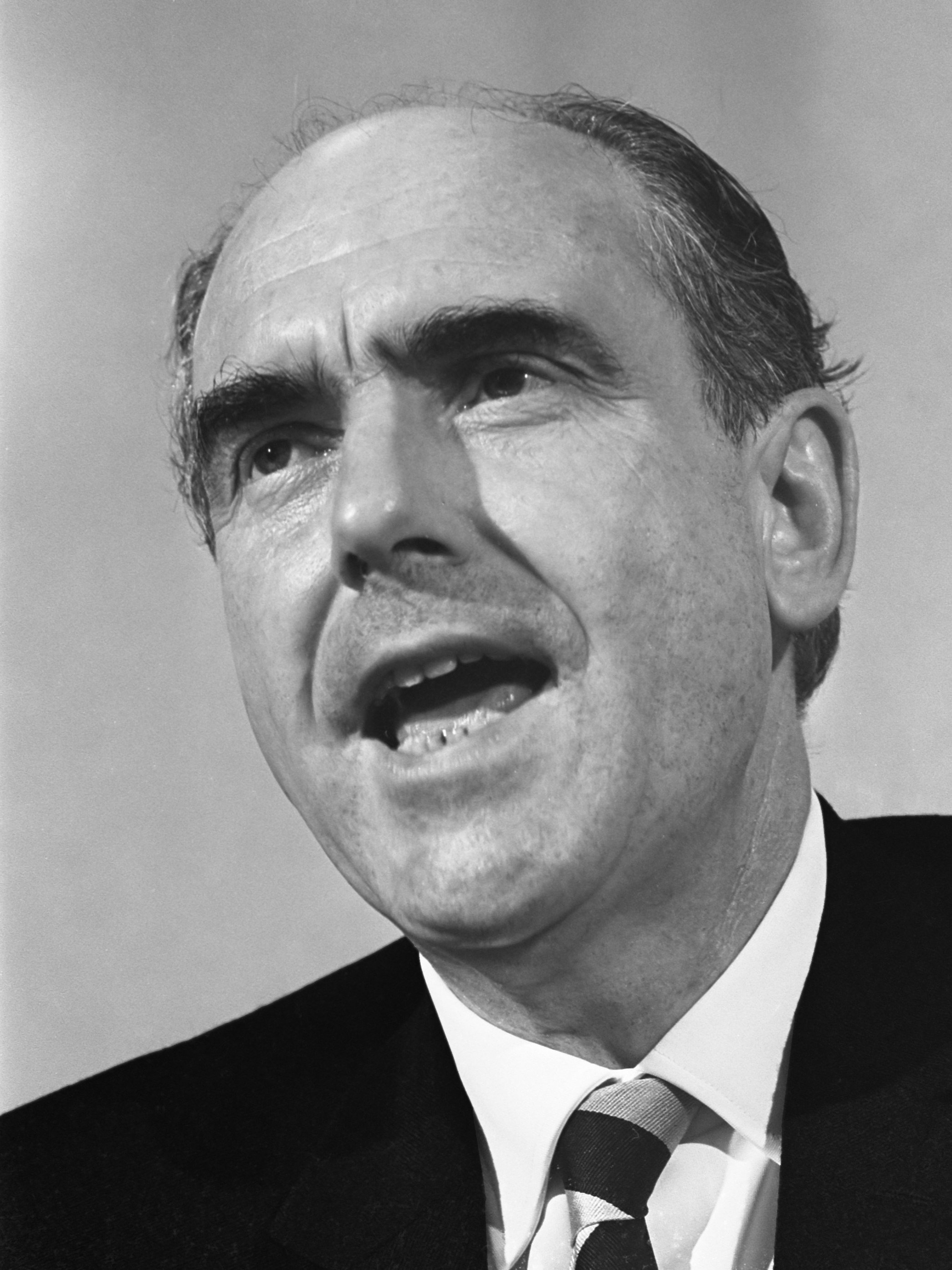
Andréas Papandréou a consolidé le modèle social hellénique et renforcé l'interventionnisme de l'État dans les affaires économiques.

C'est également sous l'impulsion d'Elefthérios Venizélos que fut créé en 1932 l'organisme universel d'assurance sociale (Ιδρυμα Κοινωνικών Ασφαλίσεω). Ce programme fut allégé en 1934 par le gouvernement conservateur suivant et il faudra attendre 1951 pour que l'institution devienne véritablement universelle.
Durant les années 1950 et 1960, de plus en plus de maladies sont prises en charge : enfants aveugles, pathologies lourdes nécessitant des soins intensifs. Les allocations pour la famille et le chômage sont mises en place, renforçant le pilier assuranciel du modèle de protection sociale hellénique. En 1983, le socialiste Andréas Papandréou complète le système national de santé en introduisant un pilier assistantiel, avec la création d'une aide médicale d'urgence (Εθνικό Κέντρο Άμεσης Βοήθειας), équivalent du SAMU en France. La Constitution actuelle de la République hellénique fait de la Grèce un État social.

« ARTICLE 22. Le travail constitue un droit et est sous la protection de l'État, qui veille à la création des conditions de plein emploi pour tous les citoyens, ainsi qu'au progrès moral et matériel de la population rurale et urbaine qui travaille. Tous les travailleurs, indépendamment de sexe ou d'autre distinction, ont droit à rémunération égale pour tout travail accompli de valeur égale. » La fonction publique joue un rôle prééminent en Grèce. De tradition très centralisée, le pays connaît depuis les dernières décennies une évolution qui tend à accroître les compétences et les moyens financiers des échelons locaux[réf. nécessaire]. En 1994, 52 départements (nomoi) avec des compétences auparavant attribuées au préfet, ont été créés. Les accords sur la rémunération, les retraites ou la création d’emploi ne sont pas contraignants pour les administrations ; tandis que ceux portant sur les questions de formations, de sécurité sociale ou de droits des syndicats sont obligatoirement applicables. La question du « mille-feuille administratif » et de la lourdeur de l'administration, qui se pose aussi dans d'autres pays d'Europe comme la France ou la Belgique, est une problématique qui révèle les faiblesses de cet interventionnisme.

## Économie par secteur

### Secteur primaire
Le secteur primaire occupe une place importante dans la société et dans l’économie grecque (3,4% du PIB en 2012, contre 1,5% en moyenne en Europe). Les zones rurales regroupent 43 % de la population et couvrent 82 % du territoire. Le secteur primaire représente 12 % de la main-d'œuvre. La Grèce produit du blé (2 millions de tonnes), du coton, du tabac ou encore du riz. La vigne est également cultivée, les cépages variant selon les zones : Cyclades ou encore îles Ioniennes. Enfin, ses plantations d'oliviers (variétés amygdalolia et koroneiki) lui permettent de produire de l'huile d'olive. L'aridité, l'importance des montagnes et l'érosion des sols constituent des obstacles depuis l'Antiquité : elles diminuent la surface agricole utile (21,1 % des terres), empêchant ainsi l'agriculture de se développer. La Grèce doit importer de la viande et des produits laitiers. Les coûts de production agricole ont augmenté de 22 % au cours des années 2009-2012. Le coût des aliments pour animaux a augmenté de 31 % en 4 ans et le coût de l’énergie de 64% au cours de la même période. Le secteur agricole est essentiel pour l’industrie de transformation (alimentation et boissons), qui représente 19 % des entreprises, 21 % de la valeur de la production, 20% de la valeur ajoutée brute, 20 % du nombre d’emplois et 20 % du chiffre d’affaires de l’ensemble du secteur manufacturier.
L'agriculture en Grèce est caractérisée par la petite taille des exploitations. Le pays produit différentes variétés de cultures et différents types de produits d'élevage. La Grèce est le premier producteur de coton de l'Union européenne : en 2010, le pays a produit 183 800 tonnes de coton. Le pays est également un leader mondial dans la production d'olives avec 2 232 412 tonnes métriques, la production d'huile d'olive avec 344 615 tonnes, la production de figues avec 50 368 tonnes. Le pays produit également 8 000 tonnes de pistaches, 229 500 tonnes de riz, 44 000 tonnes d'amandes, 1,4 million de tonnes de tomates, 578 000 tonnes de pastèques et 22 000 tonnes de tabac.

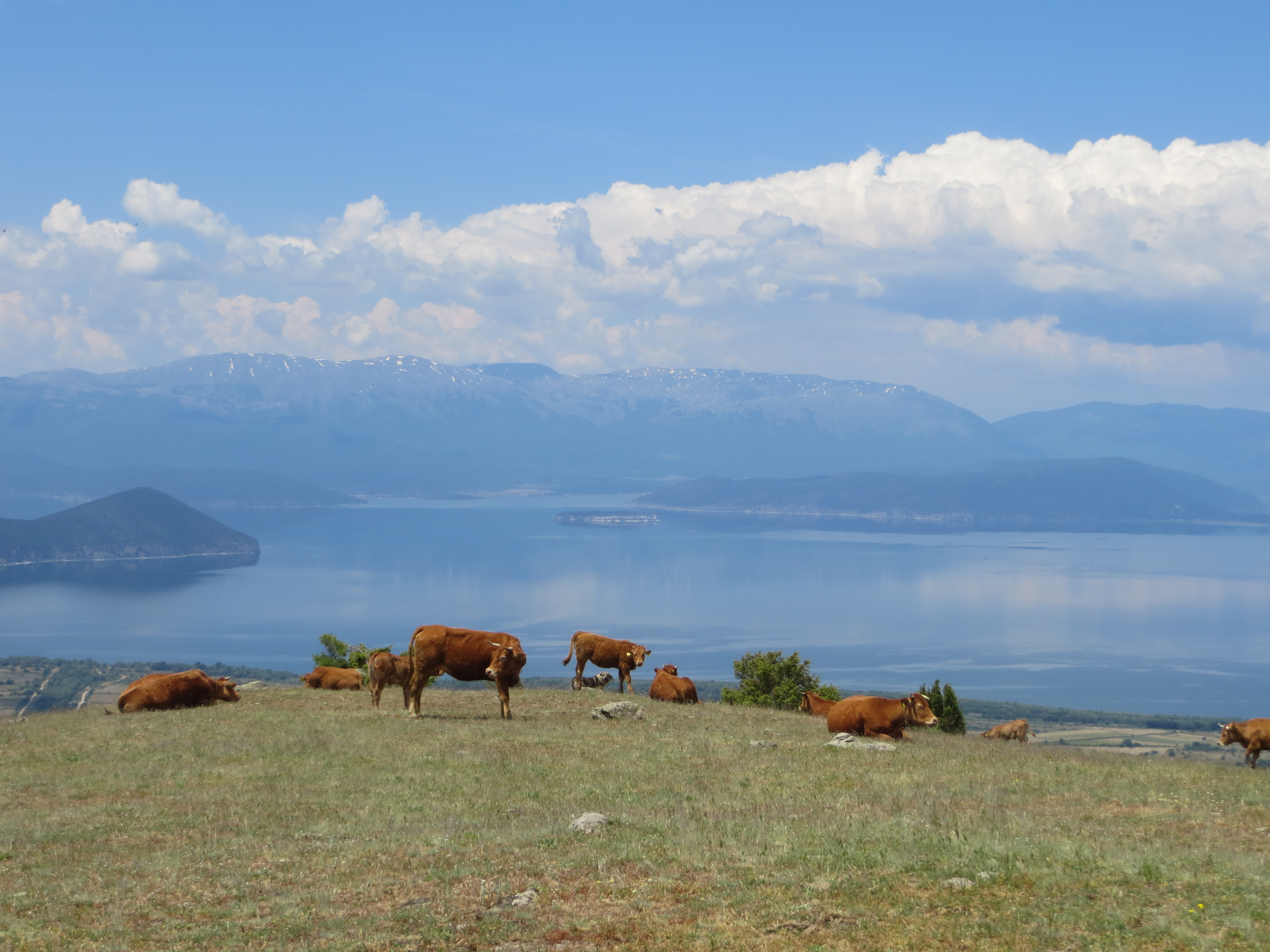
Bovins près du lac Prespa, dans l'Épire.
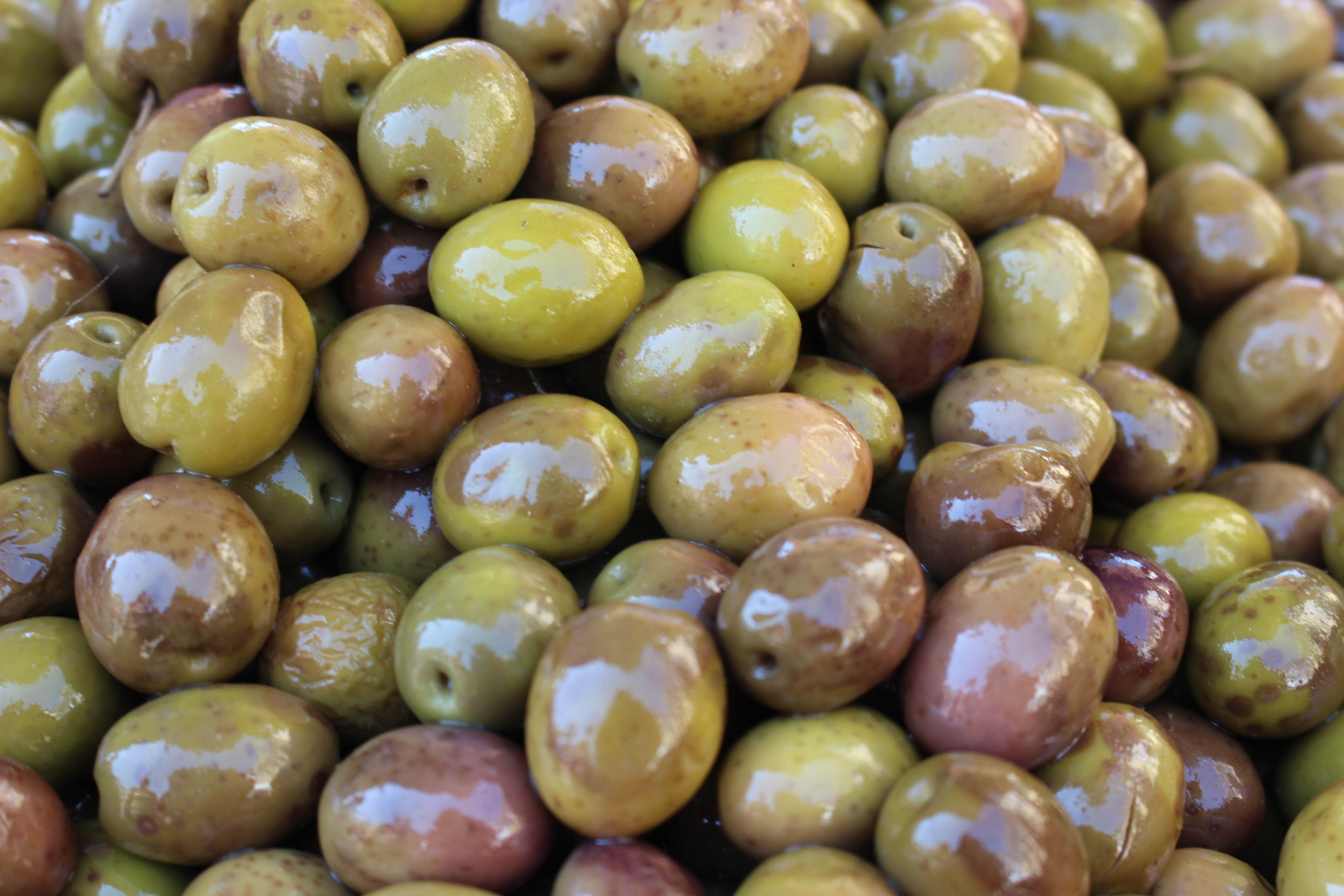
Les olives grecques, production locale la plus réputée.
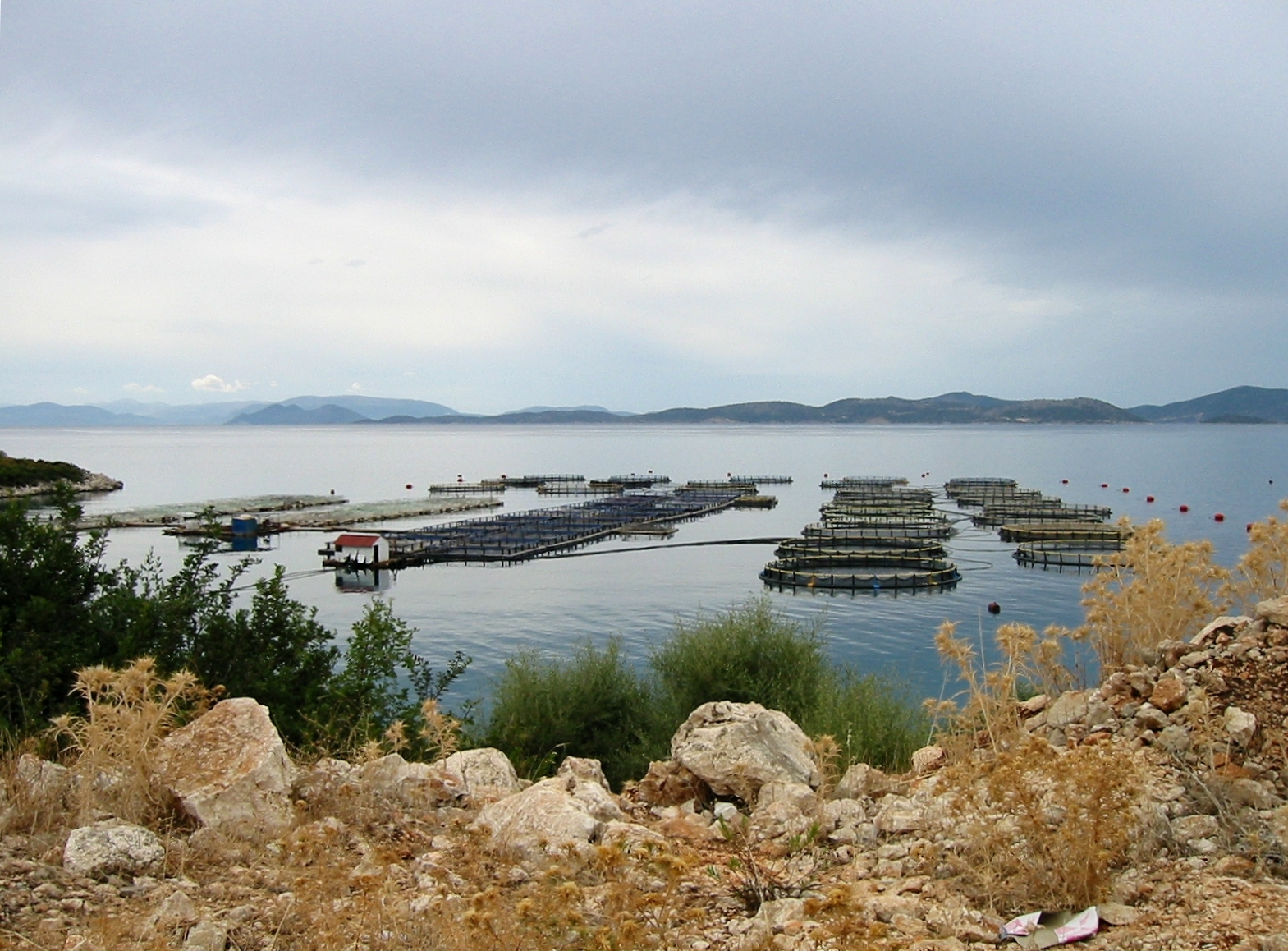
Aquaculture en Grèce occidentale.
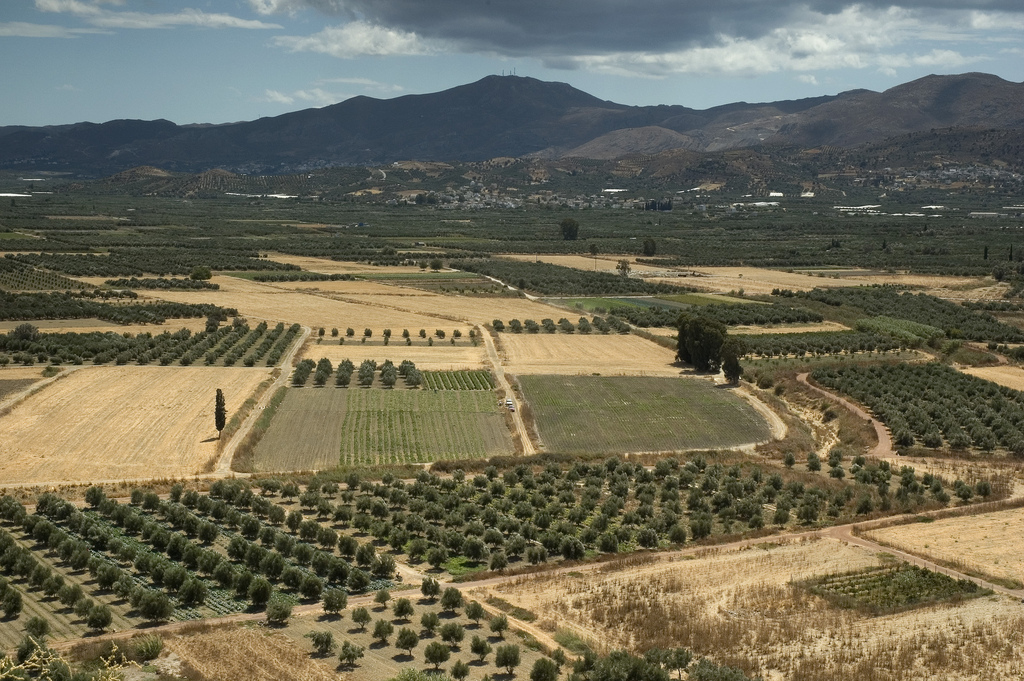
Paysage agricole dans la plaine de la Messará, en Crète.

### Secteur secondaire
Entre 2005 et 2011, la Grèce a connu le plus fort pourcentage d'augmentation de la production industrielle par rapport aux statistiques de 2005 en comparaison avec les autres membres de l'Union européenne (6 %). La Grèce est classée troisième dans l'Union européenne pour la production de marbre (plus de 920 000 tonnes), après l'Italie et l'Espagne.

#### Énergie

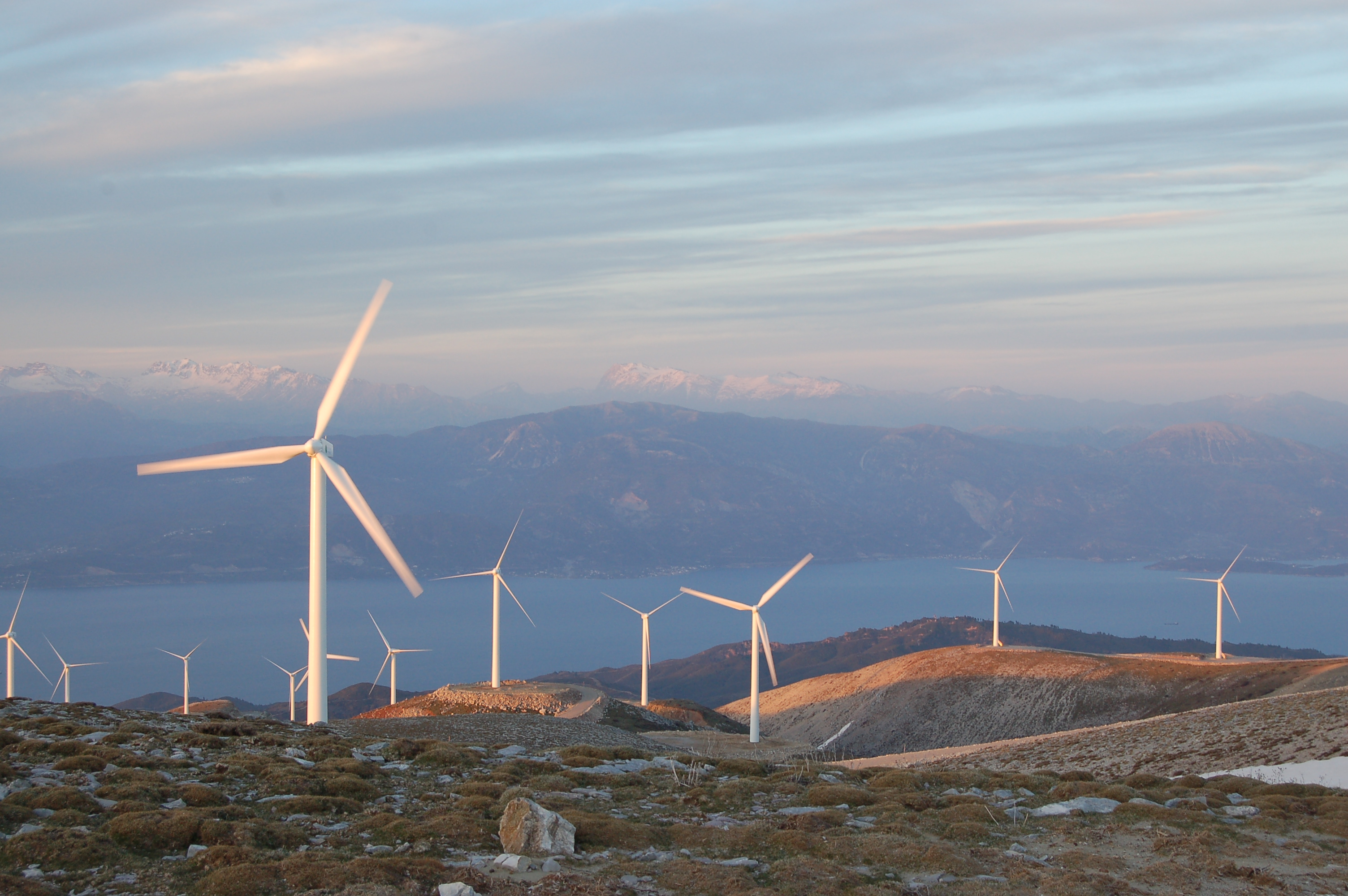
Éoliennes dans les montagnes du Panachaïkó, Péloponnèse.

L'industrie énergétique est la plus importante du secteur secondaire de l'économie hellénique. La Grèce dispose de ressources énergétiques très variées : ressources pétrolifères, thermiques ainsi qu'éoliennes et photovoltaïques. Selon l'autorité de régulation de l'énergie hellénique (ΑΔΜΗΕ), plus de 20 % de l'énergie produite provient de l'énergie renouvelable. Le secteur énergétique pétrolifère est dominé par l'Hellenic Petroleum, qui est la compagnie la plus importante, suivie de Motor Oil Hellas. Ces dernières décennies, la Grèce a commencé l'exploration pétrolière et gazière dans  la mer Ionienne et de la mer de Libye, dans la zone économique exclusive grecque, au sud de la Crète,. Le ministère de l'Environnement, de l'Énergie et du Changement climatique a annoncé que divers pays (dont la Norvège et les États-Unis) s'intéressaient également à cet exploration et des importations ont été envisagées à destination de ces pays. Un certain nombre d'oléoducs et de gazoducs sont actuellement en construction et en projet dans le pays. Parmi ces projets figurent l'Interconnecteur Turquie-Grèce-Italie (ITGI) et les gazoducs South Stream. En 2011, le gouvernement grec a approuvé le début de l'exploration et du forage pétroliers dans le golfe de Patras, à Katakolo dans le Péloponnèse et à Larissa, avec une production estimée de 250 à 300 millions de barils au cours des 15 à 20 prochaines années. La production estimée des trois gisements est de 25 milliards d'euros sur une période de 15 ans, dont 13 à 14 milliards d'euros entreront dans les caisses de l'État.

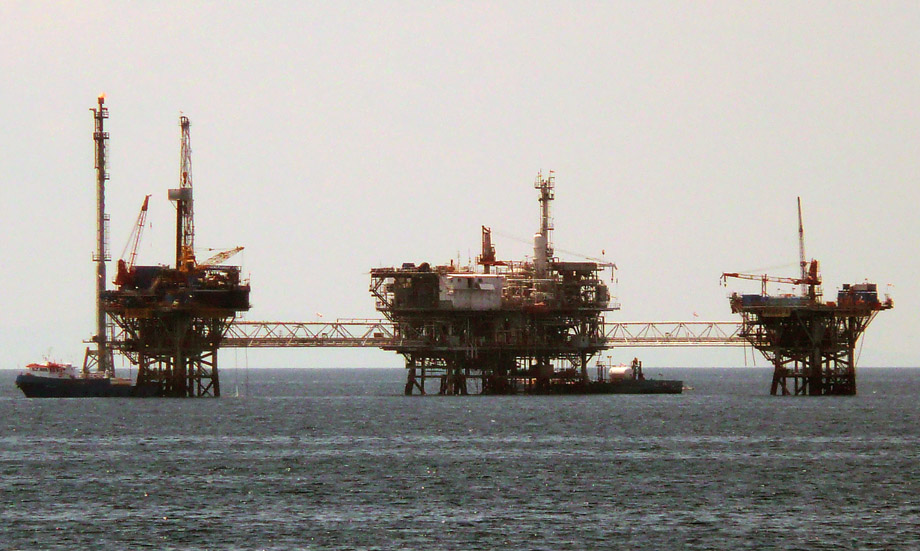
Plateforme pétrolière à Kavala, en Thrace.

Les mines de Megalopolis sont des mines de lignite et de charbon appartenant à la société publique d'électricité de Grèce. En 2001, l'entreprise a changé de statut et est entrée en bourse, cependant, elle reste contrôlée par l'État qui demeure le principal actionnaire. Elle devient une société privée en 2015. Les plus grandes mines de lignite et de charbon de Grèce se trouvent dans la région de Macédoine occidentale, et plus particulièrement à Ptolémaïda.

#### Industrie automobile
La Grèce dispose d'une industrie automobile ancienne qui s'est développée dans l'entre-deux-guerres. À la différence des industries allemandes, japonaises ou françaises, l'industrie automobile grecque n'est pas une industrie d'exportation,.
Les premiers exemples de fabrication de véhicules en Grèce remontent aux années 1920, lorsque Nikos Theologou, qui avait travaillé comme mécanicien aux États-Unis, s'est lancé dans la construction de bus, camions et voiture. Depuis lors, plusieurs entreprises grecques se sont développées dans ce nouveau secteur, dont les plus importantes étaient Sfakianakis, Neorion, Attica, DIM et Motoemil. Le groupe d'entreprises Sfakianakis est un conglomérat grec avec un large éventail d'activités, qui employait en 2004 plus de 1 600 personnes dans trois pays différents. Dans les années 1960 et 1970, l'émergence des classes moyennes a entraîné un développement massif de l'industrie automobile, devenant même un des secteurs les plus prospères avec la marine marchande. La plupart étaient des camions légers, mais il y avait aussi quelques voitures particulières. Les microvoitures grecques ont connu un véritable boom économique. Les voitures à trois roues représentaient une part importante de la production automobile hellénique dans ces années-là, en raison de leur faible coût de construction : ces voitures ont été exportés en grand nombre, principalement en Asie. Plusieurs raisons expliquent pourquoi la construction automobile n'a jamais eu le succès qu'ont connu l'Allemagne avec Volkswagen, le Japon avec Mitsubishi ou l'Italie avec Fiat : la bureaucratie grecque, avec de longues procédures compliquées tant pour les permis de production que pour la certification des modèles était un frein à l'investissement et au développement de ce secteur. Ce n'est pas une coïncidence si la plupart des entreprises grecques se sont concentrées sur des véhicules comme les camions, les tracteurs et les bus dont le processus de certification était beaucoup plus simple. Les coûts de production élevés et la concurrence bon marché des autres automobiles étrangères, cumulés à la petite taille du marché grec ont également été des facteurs clés. De nos jours, la production automobile ne représente qu'une infime partie du secteur industriel grec.

#### Marine marchande
L'industrie la plus importante en Grèce est l'industrie maritime. La géographie a fait du pays un acteur majeur dans les affaires maritimes depuis l'Antiquité. Durant la période ottomane, le traité de Koutchouk-Kaïnardji de 1774 permet aux navires grecs d'échapper à la domination ottomane en s'immatriculant sous pavillon russe. Après l'indépendance, l'industrie maritime grecque a été l'un points les plus lumineux de l'économie grecque moderne au cours du XIXe siècle. La marine de guerre hellénique a joué un rôle prééminent durant les guerres balkaniques, permettant à la coalition grecque, serbe, monténégrine et bulgare de remporter des victoires décisives, à l'instar de la victoire d'Elli de décembre 1913. Après la Seconde Guerre mondiale, l'industrie grecque du transport maritime a connu une revitalisation durant la reconstruction des années 1950 et 1960. Des magnats tels qu'Aristote Onassis ont également contribué à renforcer la flotte marchande grecque. Aujourd'hui, la marine marchande grecque est la première du monde, tant en nombre de navires qu'en tonnage. Les armateurs grecs contrôlent quelque 15 % de la flotte mondiale et ils détiennent la première place dans le monde en tonnage. Le secteur de la marine marchande grecque représente plus de 48 % des services de la balance de paiements du pays, soit la première place en moyenne entre 2009 et 2011, suivie par le tourisme.

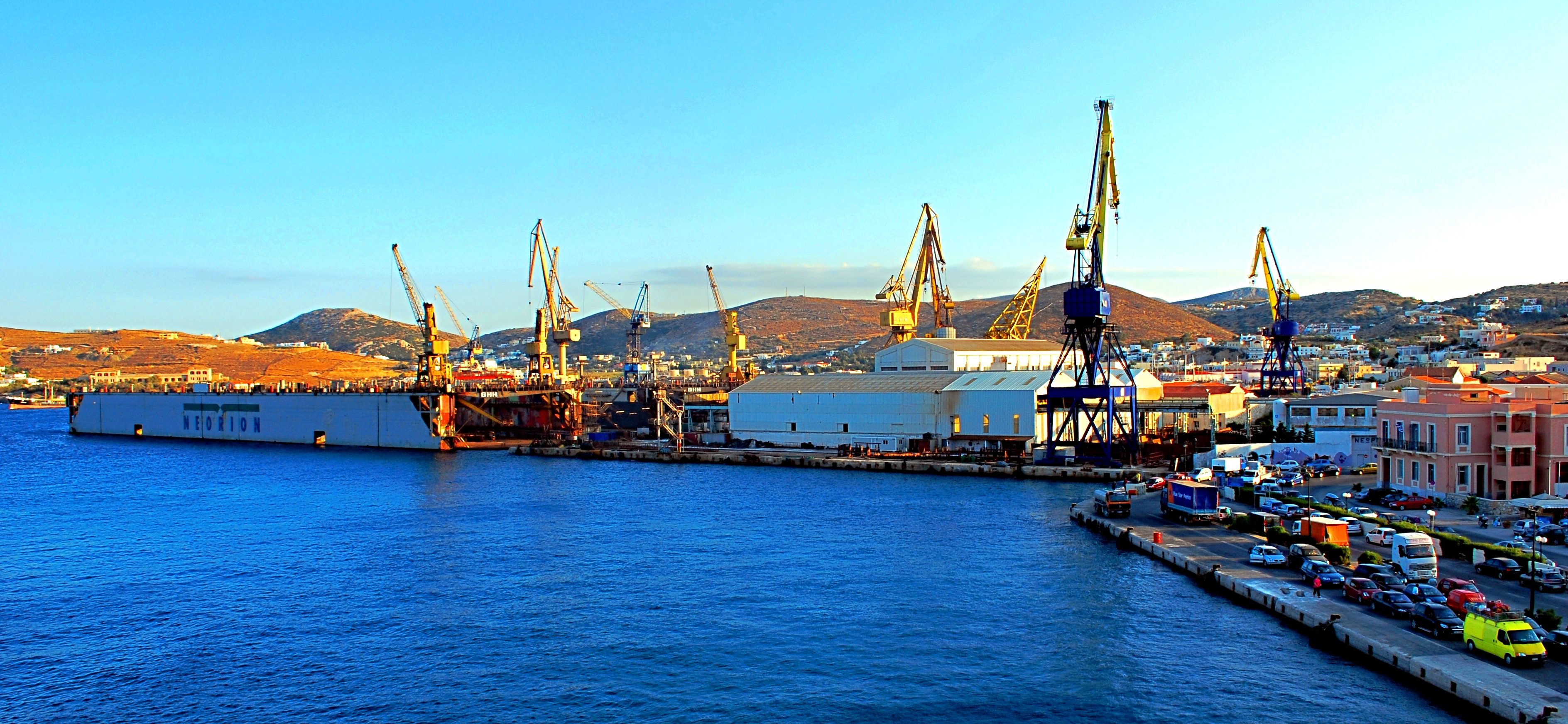
Chantiers navals de Syros, Cyclades.
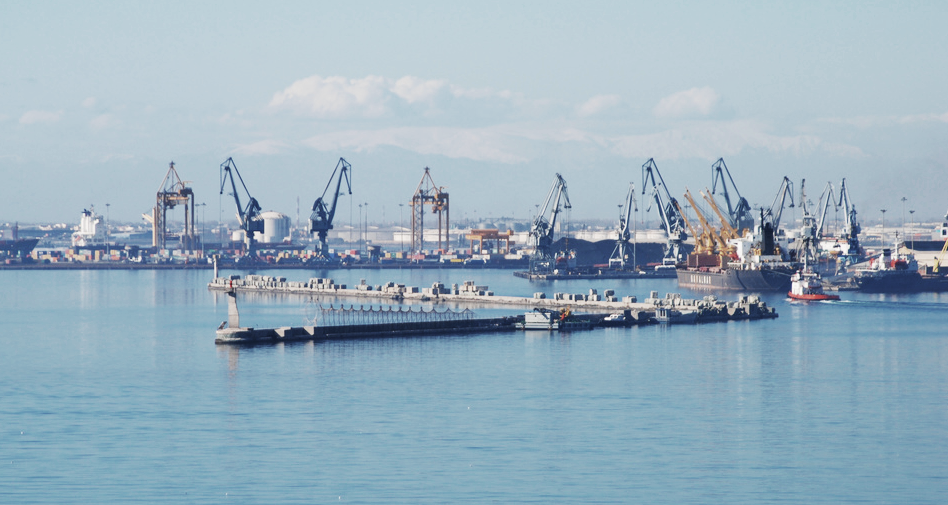
Port de Thessalonique.
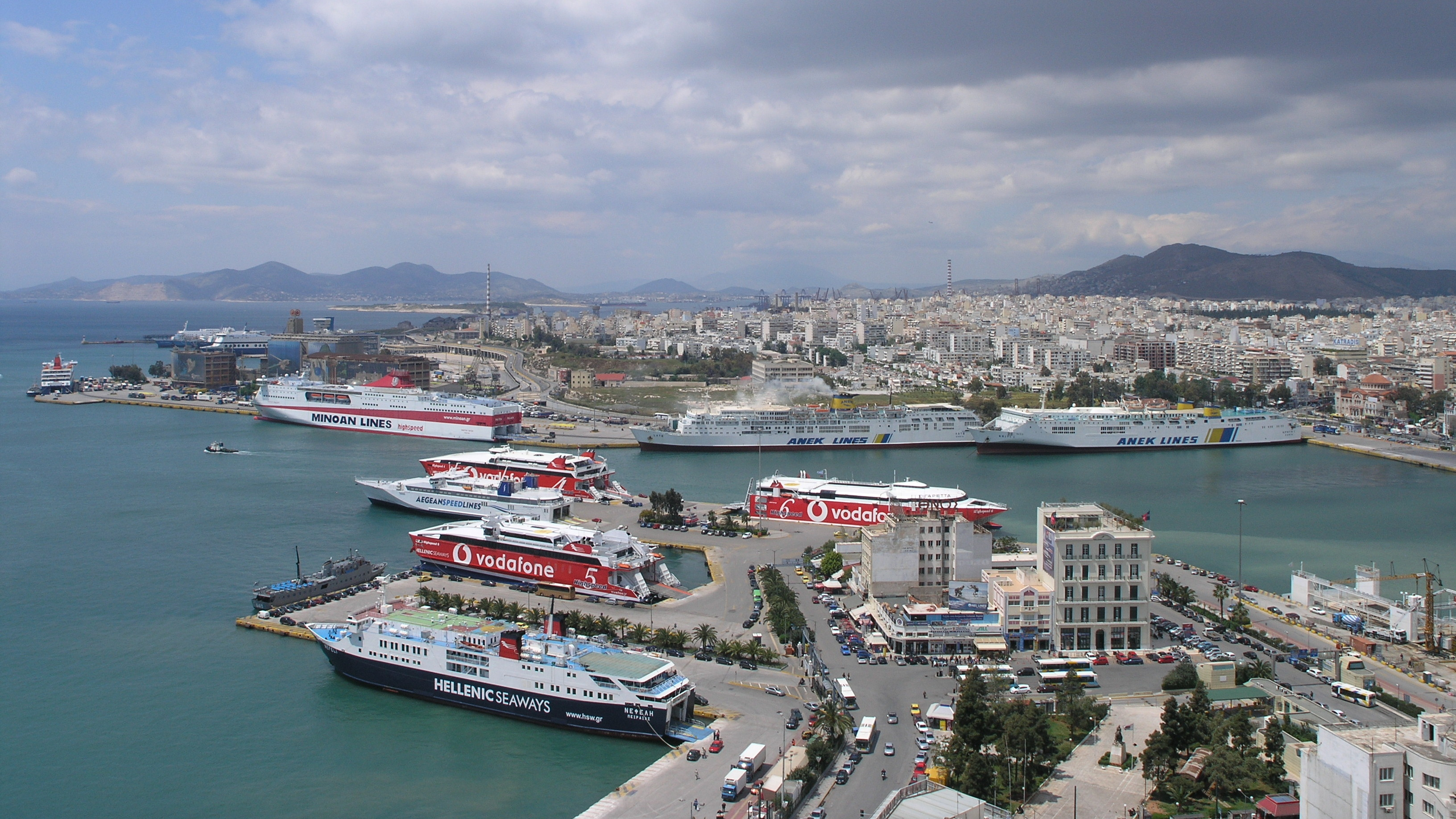
Le port du Pirée est le plus grand port de la Grèce.

### Secteur tertiaire
Le secteur tertiaire représente la majorité de l'économie grecque (71 % du PNB et 68 % de la main-d'œuvre).

#### Télécommunications

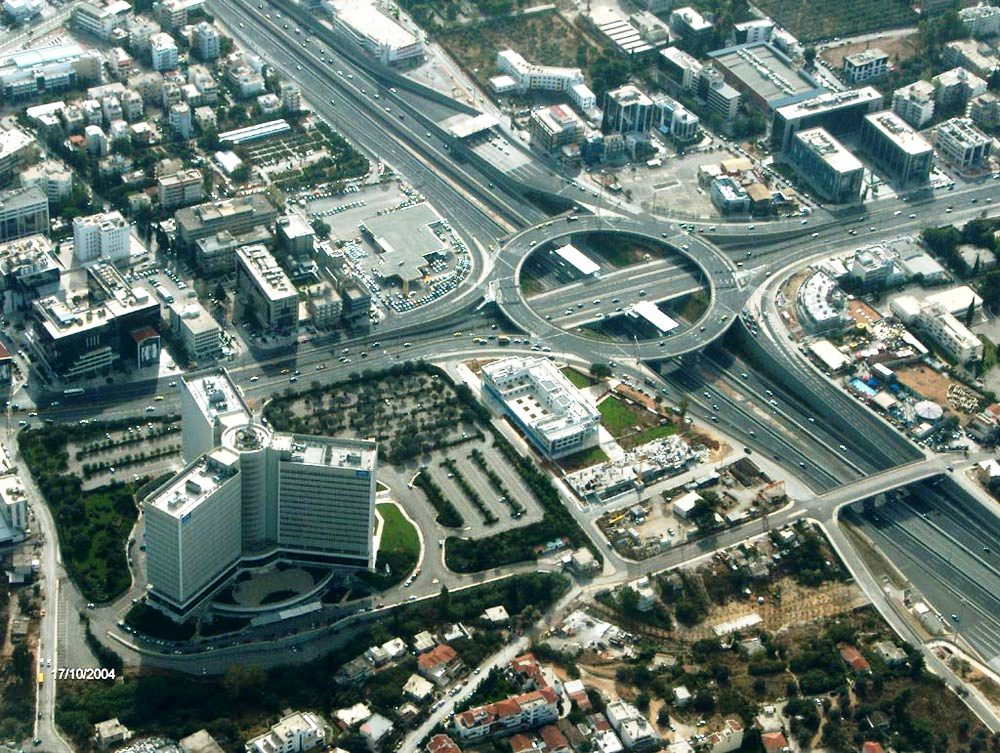
Siège de l'O. T. E. à Kephissia, dans le nord d'Athènes.

Entre 1949 et les années 1980, les télécommunications étaient un monopole d'État détenu par l'Organisation hellénique des télécommunications (O. T. E.). Malgré la libéralisation du secteur dans les années 1980, l'OTE domine toujours le marché grec dans son domaine et est devenue l'une des plus grandes entreprises de télécommunications en Europe du Sud-Est. L'OTE possède plusieurs filiales dans les Balkans, notamment Cosmote, le premier fournisseur de télécommunications mobiles de Grèce, Cosmote Romania et Albanian Mobile Communications jusqu'en 2008. Les autres entreprises de télécommunications mobiles actives en Grèce sont Wind Hellas et Vodafone Greece. Le nombre total de comptes de téléphonie cellulaire actifs dans le pays en 2009, selon les statistiques des fournisseurs de téléphonie mobile du pays, était de plus de 20 millions. En outre, il y a 5,745 millions de lignes fixes actives dans le pays.
Le pourcentage de ménages ayant accès à l'internet a plus que doublé entre 2006 et 2013, passant respectivement de 23 % à 56 %. Dans le même temps, la proportion de ménages disposant d'une connexion à large bande a considérablement augmenté, passant de 4 % en 2006 à 55 % en 2013. En 2019, le pourcentage de ménages grecs disposant d'un accès à Internet et d'une connexion à large bande avait atteint respectivement 78,5 % et 78,1 %,.

#### Tourisme
Le tourisme en est un pilier (15 % du PNB). le pays est attractif grâce à ses conditions climatiques avantageuses pour les vacanciers (faibles précipitations, ensoleillement important, température agréable de la mer), son important littoral (13 676 km), ses îles, et surtout ses nombreux vestiges archéologiques. Depuis les années 1950, le secteur du tourisme a connu un essor sans précédent, les arrivées étant passées de 33 000 en 1950 à 11,4 millions en 1994.
Le tourisme en Grèce se caractérise par deux phénomènes :
- Le philhellénisme, ou l'« amour de ce qui est grec ». Cette forme de tourisme est la plus ancienne, et remonte au XIXe siècle lorsque les européens les plus fortunés s'y rendaient pour effectuer du tourisme culturel : visite de sites antiques comme le Parthénon à Athènes, le temple de Poséidon au Cap Sounion, le Théâtre d'Épidaure, etc.
- Le développement du tourisme de masse dans une société occidentale où le travail occupe une place prédominante. Le tourisme devient dès lors un tourisme de plaisir : on part en vacances pour se reposer. Cette forme de tourisme prend de l'ampleur à partir des années 1960.

La Grèce a une longue tradition dans le domaine du tourisme et de l'hospitalité, principalement en raison de son histoire et de sa civilisation ancienne. Les étrangers étaient considérés comme sacrés dans la Grèce antique. Zeus est le dieu de l'hospitalité pour protéger les étrangers et recommander aux locaux à s'occuper de leurs visiteurs. La Grèce est une terre de riche activité économique, religieuse et intellectuelle pendant plus de trois millénaires et demi, géographiquement étendue sur un archipel de plus de 2 500 îles, située au sud-est de l'Europe, à la croisée de l'Afrique et de l'Asie. Le Bureau chargé des étrangers et des expositions touristiques a été créé en 1914 sous la direction du ministre des finances Andréas Michalakópoulos du gouvernement d'Élefthérios Venizélos. Cela marque le début de la planification du tourisme avec un contrôle actif de la part de l'État. Le tourisme avait, au cours des années précédentes, et notamment durant la Belle Époque, commencé à s'intensifier. Le nombre de touristes en Grèce devint important avec l'organisation des Jeux olympiques modernes à Athènes en 1896, ainsi qu'avec les découvertes de fouilles archéologiques au début du siècle. Le tourisme commencé à s'épanouir dans les années 1960 et 1970, dans ce que l'on a appelé le tourisme de masse. Entre 1961 et 1990, le phénomène du tourisme de masse a commencé à dominer le secteur du tourisme au niveau mondial, et la Grèce n'a pas fait exception à la règle. En 1990, le secteur du tourisme a atteint son apogée au niveau mondial. Pendant cette période, des projets de construction d'hôtels et d'autres installations de ce type ont été entrepris à grande échelle, et le pays a connu une augmentation sans cesse croissante du nombre de touristes internationaux. Des événements internationaux tels que les Jeux olympiques d'été de 2004 et l'Eurovision en 2006, tous deux organisés à Athènes, ont grandement contribué à stimuler le tourisme dans le pays. Thessalonique a été la capitale européenne de la jeunesse en 2014,

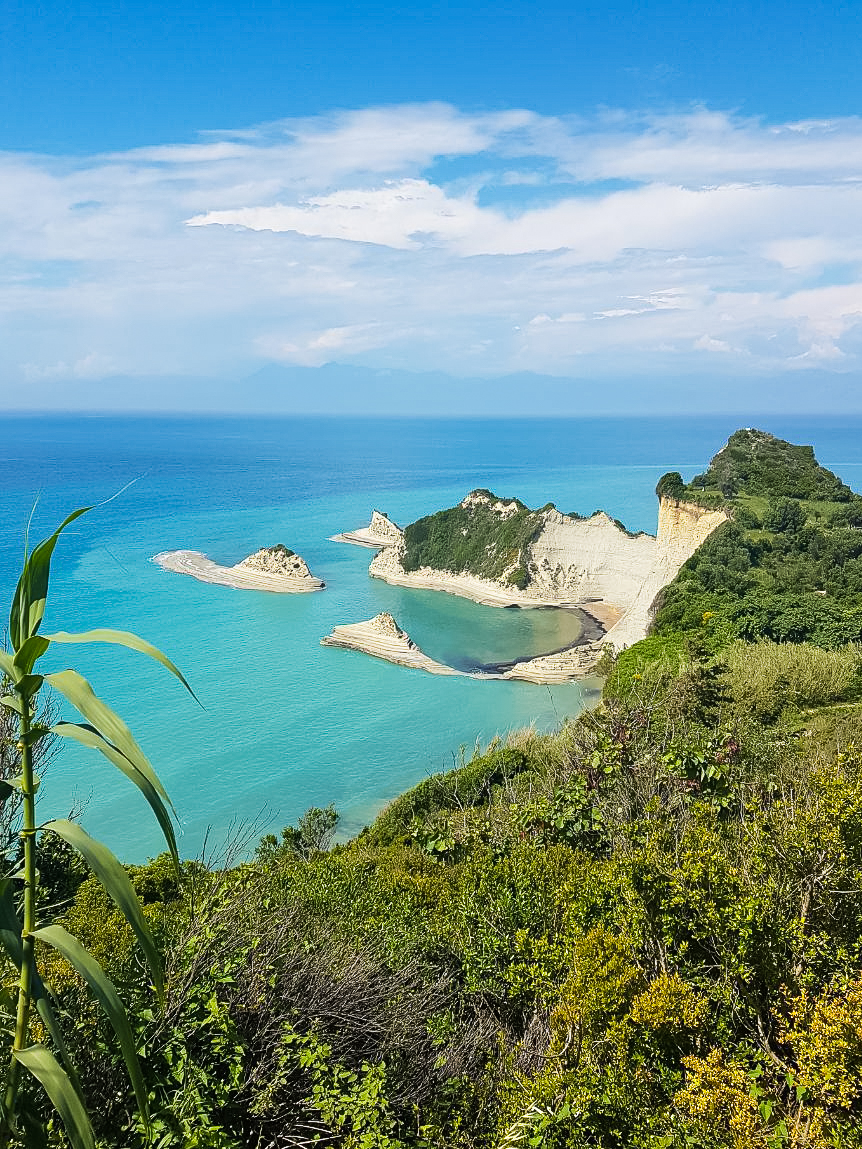
Cape "Drastis" au nord de l'île de Corfou.
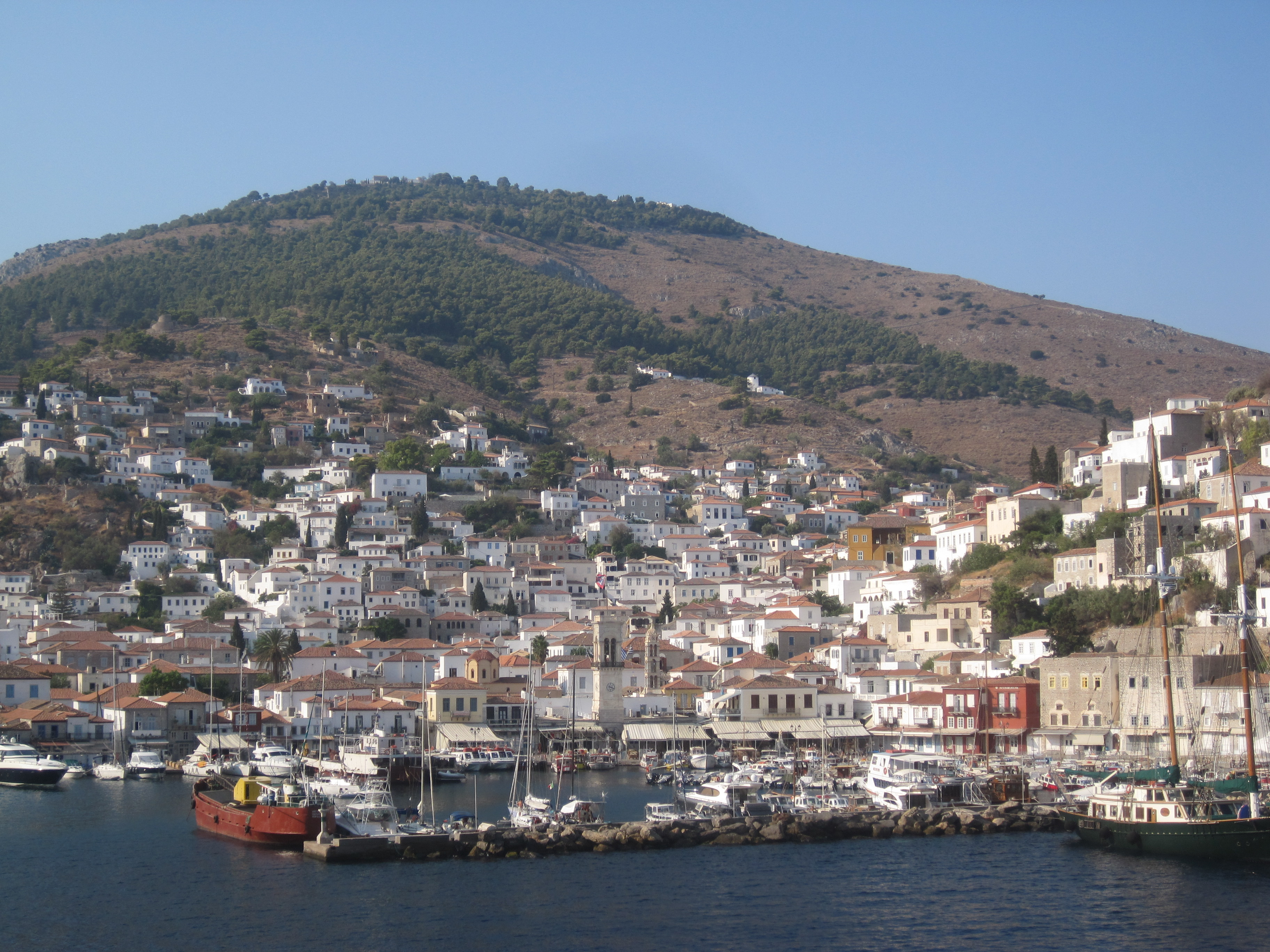
L'île d'Hydra, au sud du golfe Saronique.
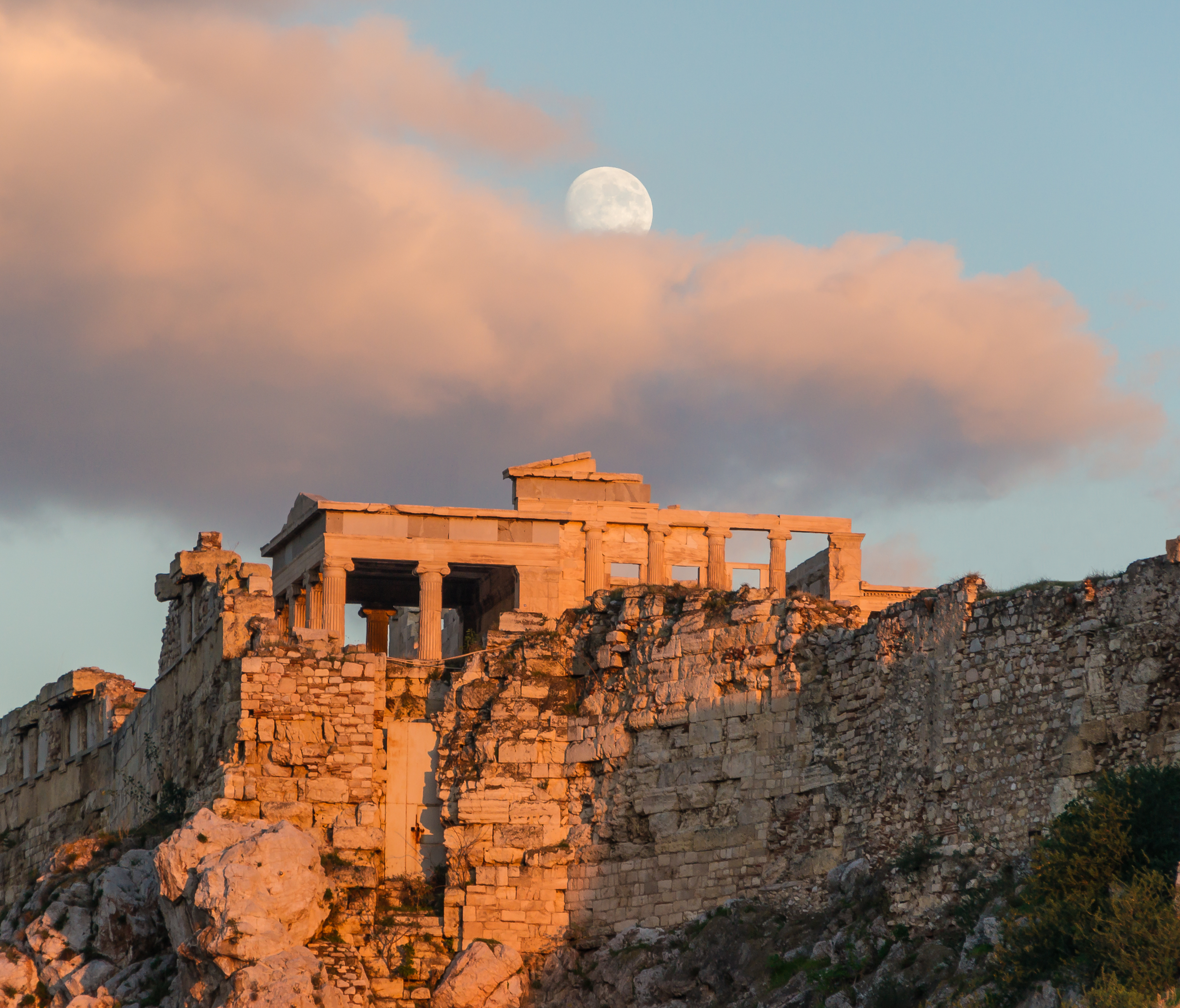
La colline de l'Acropole d'Athènes, à la tombée de la nuit.
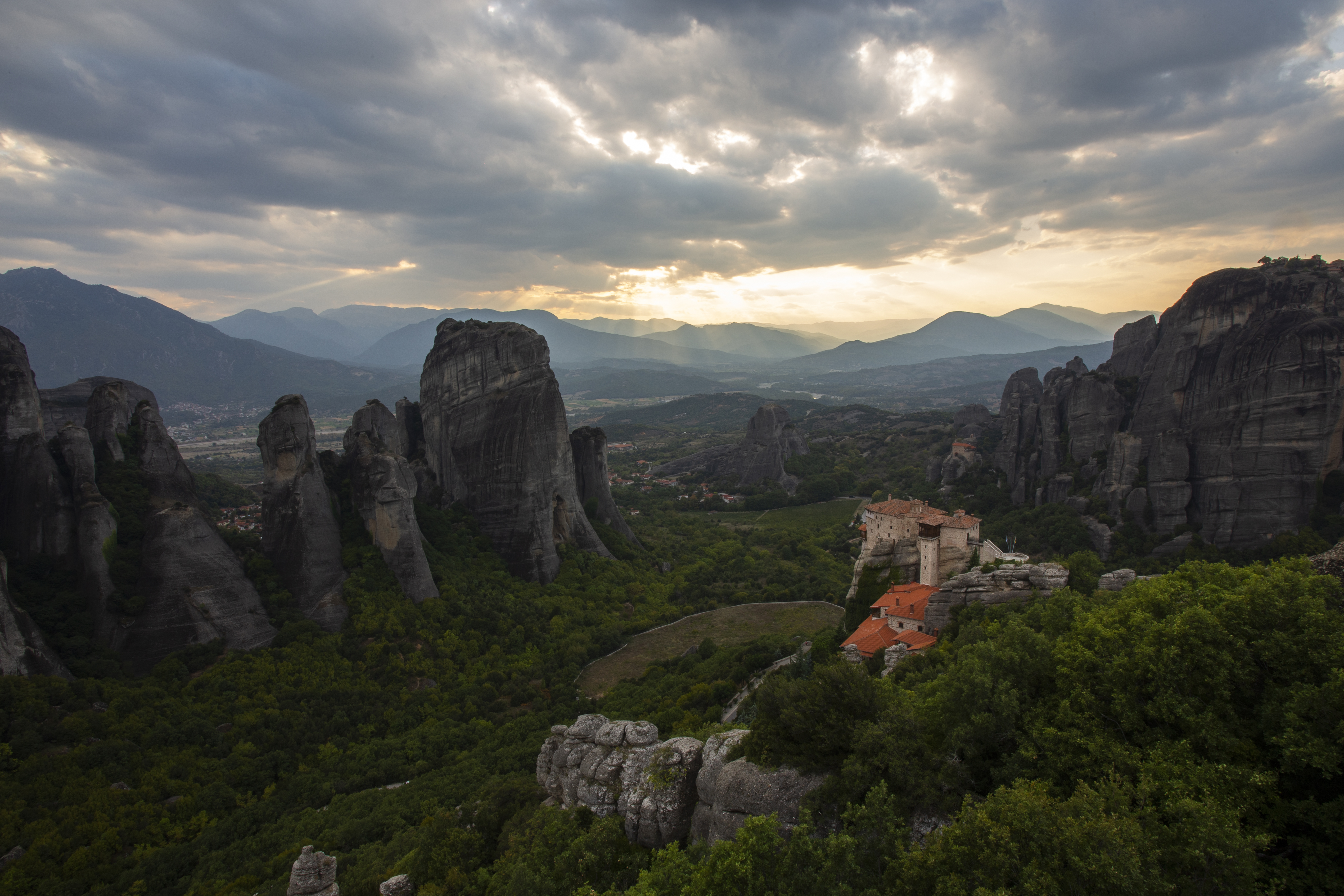
Les Météores, en Thessalie.